# Torneo Súper 20 2018
El Torneo Súper 20 de 2018, por motivos de patrocinio Súper 20 Banco Comafi, fue el segundo torneo oficial de su tipo. Inició el 22 de septiembre con el partido entre San Lorenzo de Buenos Aires y Boca Juniors y se disputó en el Parque La Pedrera de Villa Mercedes, en San Luis. Además fue el primer partido de la temporada 2018-2019 de la máxima categoría del básquet argentino. El ganador del torneo se llevó la «Copa Alfredo Miño».
El Final Four se disputó en el Estadio Ciudad de Santiago del Estero de Quimsa. También se confirmó que el torneo entrega dos plazas para la Liga Sudamericana de Clubes del siguiente año. El campeón fue Quimsa que venció en la final a San Lorenzo de Buenos Aires, y dentro del equipo campeón se destacó a Nicolás De Los Santos, que fue elegido el mejor jugador del torneo.

## Equipos participantes
| Región                    | Cantidad |
| ------------------------- | -------- |
| Provincia de Buenos Aires | 4        |
| Capital Federal           | 4        |
| Corrientes                | 3        |
| Santiago del Estero       | 2        |
| Córdoba                   | 2        |
| Chubut                    | 1        |
| Entre Ríos                | 1        |
| Formosa                   | 1        |
| Santa Cruz                | 1        |
| Santa Fe                  | 1        |

| Club                   | Ciudad              | Entrenador           | Estadio                      | Capacidad |
| ---------------------- | ------------------- | -------------------- | ---------------------------- | --------- |
| Argentino              | Junín               | Daniel Maffei        | El Fortín de las Morochas    | 1500      |
| Atenas                 | Córdoba             | Nicolás Casalánguida | Polideportivo Carlos Cerutti | 3424      |
| Boca Juniors           | Buenos Aires        | Guillermo Narvarte   | Microestadio Luis Conde      | 2000      |
| Ciclista Olímpico      | La Banda            | Adrián Capelli       | Vicente Rosales              | 3400      |
| Comunicaciones         | Mercedes            | Ariel Rearte         | Estadio de Comunicaciones    | 3500      |
| Estudiantes Concordia  | Concordia           | Eduardo Jápez        | El Gigante Verde             | 1610      |
| Ferro Carril Oeste     | Buenos Aires        | Hernán Laginestra    | Estadio Héctor Etchart       | 3500      |
| Gimnasia y Esgrima     | Comodoro Rivadavia  | Martín Villagrán     | Estadio Socios Fundadores    | 1453      |
| Hispano Americano      | Río Gallegos        | Marcelo Richotti     | Gimnasio Boxing Club         | 3000      |
| Instituto              | Córdoba             | Facundo Müller       | Gimnasio Ángel Sandrin       | 2000      |
| La Unión de Formosa    | Formosa             | Gabriel Piccato      | Estadio Cincuentenario       | 4500      |
| Libertad               | Sunchales           | Sebastián Saborido   | El Hogar de los Tigres       | 4000      |
| Obras Basket           | Buenos Aires        | Gregorio Martínez    | Estadio Obras Sanitarias     | 3000      |
| Peñarol                | Mar del Plata       | Leonardo Gutiérrez   | Polideportivo Islas Malvinas | 8000      |
| Quilmes                | Mar del Plata       | Javier Bianchelli    | Polideportivo Islas Malvinas | 8000      |
| Quimsa                 | Santiago del Estero | Silvio Santander     | Ciudad                       | 5000      |
| Regatas Corrientes     | Corrientes          | Lucas Victoriano     | José Jorge Contte            | 3400      |
| San Lorenzo de Almagro | Buenos Aires        | Gonzalo García       | Polideportivo Roberto Pando  | 2200      |
| San Martín             | Corrientes          | Sebastián González   | El Fortín Rojinegro          | 2500      |
| Weber Bahía            | Bahía Blanca        | Sebastián Ginóbili   | Osvaldo Casanova             | 3950      |

Capacidad de los estadios según la web oficial.

## Formato de competencia
Primera fase, fase regular: Los 20 equipos se dividen en cuatro grupos (A, B, C, y D) de cinco integrantes cada uno. Se enfrentan todos contra todos dentro de su grupo dos veces, una como local y otra como visitante. Los equipos se ordenan en una tabla de posiciones según sus resultados dentro del grupo. Los tres mejores de cada grupo avanzan a la segunda ronda de los play-offs, los octavos de final. Los ubicados penúltimo y último acceden al repechaje.
Segunda fase, play-offs: La primera eliminatoria de los play offs es el repechaje, que es una serie al mejor de tres partidos disputada por el 4.° y el 5.° de cada grupo. El primer partido se juega en cancha del peor ubicado y los dos restantes en cancha del mejor ubicado. Los ganadores de los repechajes se suman a los equipos ubicados del 1.° al 3.° de cada grupo en los octavos de final, que es una serie al mejor de tres partidos disputada primero en cancha del peor ubicado y los dos restantes juegos en cancha del mejor ubicado. Los ganadores acceden a los cuartos de final que se disputan con el mismo formato. Los ganadores de esta serie acceden al Final Four.
Final four: Disputado en dos días consecutivos y en una sede fija, los cuatro ganadores se emparejan en dos llaves, donde los ganadores disputan la final y los perdedores dejan de participar. Se disputa a partido único. El orden de los enfrentamientos está determinado por las posiciones obtenidas en la fase regular, y si eso no alcanza, los partidos ganados y luego los puntos obtenidos.

## Primera fase, fase regular

### Grupo A; Grupo Noreste
| Equipo                     | PJ | PG | PP | Pts |
| -------------------------- | -- | -- | -- | --- |
| Estudiantes Concordia      | 8  | 5  | 3  | 13  |
| La Unión de Formosa1       | 8  | 4  | 4  | 12  |
| Comunicaciones (Mercedes)1 | 8  | 4  | 4  | 12  |
| San Martín (Corrientes)1   | 8  | 4  | 4  | 12  |
| Regatas Corrientes         | 8  | 3  | 5  | 11  |

|  |                                  |
|  | Clasificados a octavos de final. |
|  | Clasificados al repechaje.       |

1: El desempate entre los equipos se definió por los resultados entre ellos. Comunicaciones (M) y La Unión de Formosa superan a San Martín de Corrientes pues ganaron en la suma de partidos 143-141 y 175-172 respectivamente. En tanto, el desempate entre Comunicaciones (M) y La Unión de Formosa (168-168) se definió por la cantidad de puntos a favor en el grupo.
| 23 de septiembre, 21:00 | San Martín (C)                                              | 82–76                | La Unión de Formosa                                                  | Corrientes                                                                                   |  |
|                         | Parciales: 12-19, 24-16, 28-22, 18-19                       |                      |                                                                      |                                                                                              |  |
|                         | Estadísticas Lee Roberts 21 Lee Roberts 14 Lucas Faggiano 4 | Reporte Pts Reb Asts | Estadísticas 15 Corom Williams 9 Johnathan Flowers 2 Ignacio Alessio | Pabellón: El Fortín Rojinegro Árbitros: * Pablo Estévez * Sergio Tarifeño * Oscar Martinetto |  |

| 24 de septiembre, 21:30 | Comunicaciones (M)                                             | 55–68                | Estudiantes (C)                                                 | Mercedes                                                                                           |  |
|                         | Parciales: 13-14, 15-14, 17-19, 10-21                          |                      |                                                                 | |  |
|                         | Estadísticas Selem Safar 16 Franco Giorgetti 9 Luis Cequeira 5 | Reporte Pts Reb Asts | Estadísticas 22 Ángel Núñez 9 Leandro Vildoza 8 Leandro Vildoza | Pabellón: Estadio de Comunicaciones Árbitros: * Pablo Estévez * Sergio Tarifeño * Oscar Martinetto |  |

| 25 de septiembre, 21:30 | Regatas Corrientes                                           | 86–84                | La Unión de Formosa                                                      | Corrientes                                                                                   |  |
|                         | Parciales: 21-12, 24-17, 16-23, 25-32                        |                      |                                                                          |                                                                                              |  |
|                         | Estadísticas Anthony Smih 21 Javier Saiz 10 Jonatan Treise 5 | Reporte Pts Reb Asts | Estadísticas 32 Jonathan Maldonado 8 Jonathan Maldonado 4 Federico Marín | Pabellón: Estadio José Jorge Contte Árbitros: * Daniel Rodrigo * Fabio Alaniz * Jorge Chávez |  |

| 26 de septiembre, 21:30 | San Martín (C)                                              | 84–88                | Estudiantes (C)                                                    | Corrientes                                                                             |  |
|                         | Parciales: 20-25, 20-14, 21-20, 23-29                       |                      |                                                                    |                                                                                        |  |
|                         | Estadísticas Lee Roberts 20 Irwin Ávalos 6 Lucas Faggiano 6 | Reporte Pts Reb Asts | Estadísticas 24 Daviyon Dreper 12 Daviyon Dreper 6 Leandro Vildoza | Pabellón: El Fortín Rojinegro Árbitros: * Daniel Rodrigo * Fabio Alaniz * Jorge Chávez |  |

| 28 de septiembre, 21:00 | Comunicaciones (M)                                            | 78–72                | Regatas Corrientes                                            | Mercedes |  |
|                         | Parciales: 22-21, 17-12, 17-14, 22-25                         |                      |                                                               | |  |
|                         | Estadísticas Novar Gadson 18 Novar Gadson 10 José Defelippo 4 | Reporte Pts Reb Asts | Estadísticas 19 Juan Arengo 10 Anthony Smith 5 Jonatan Treise | Pabellón: Estadio de Comunicaciones Árbitros: * Fernando Sampietro * Javier Mendoza * Gustavo D'Anna Televisión: DIRECTV Sports |  |

| 30 de septiembre, 21:00 | Estudiantes (C)                                               | 72–65                | Regatas Corrientes                                                       | Concordia                                                                                |  |
|                         | Parciales: 14-17, 19-23, 20-14, 19-11                         |                      |                                                                          |                                                                                          |  |
|                         | Estadísticas Pedro Chourio 16 Daviyon Dreper 9 Álvaro Merlo 4 | Reporte Pts Reb Asts | Estadísticas 15 Paolo Quinteros 7 Fabián Ramírez Barrios 5 Anthony Smith | Pabellón: El Gigante Verde Árbitros: * Rodrigo Castillo * Alejandro Ramallo * Mario Aluz |  |

| 2 de octubre, 21:30 | Estudiantes (C)                                                   | 89–79                | Comunicaciones (M)                                         | Concordia                                                                                  |  |
|                     | Parciales: 20-16, 24-18, 18-29, 27-16                             |                      |                                                            |                                                                                            |  |
|                     | Estadísticas Ángel Nuñez 27 Leandro Vildoza 10 Leandro Vildoza 13 | Reporte Pts Reb Asts | Estadísticas 19 Luis Cequeira 8 Robert Battle 6 Kyle Davis | Pabellón: El Gigante Verde Árbitros: * Diego Rougier * Alejandro Zanabone * Nicolás D'Anna |  |

| 2 de octubre, 22:00 | La Unión de Formosa                                                 | 97–90                | San Martín (C)                                                  | Formosa                                                                                            |  |
|                     | Parciales: 24-21, 14-27, 34-19, 25-23                               |                      |                                                                 | |  |
|                     | Estadísticas Jhonhatan Flowers 24 Chaz Crawford 10 Alexis Elsener 5 | Reporte Pts Reb Asts | Estadísticas 31 Tomás Zanzottera 9 Lee Roberts 7 Lucas Faggiano | Pabellón: Estadio Cincuentenario Árbitros: * Fernando Sampietro * Javier Mendoza * Gonzalo Delsart |  |

| 5 de octubre, 22:00 | La Unión de Formosa                                                      | 82–79                | Estudiantes (C)                                                  | Formosa                                                                                    |  |
|                     | Parciales: 26-22, 14-17, 8-16, 22-15 (T.E.: 12-6)                        |                      |                                                                  |                                                                                            |  |
|                     | Estadísticas Jhonhatan Flowers 16 Alexis Elsener 11 Jonathan Maldonado 4 | Reporte Pts Reb Asts | Estadísticas 20 Leandro Vildoza 10 Ángel Nuñez 5 Leandro Vildoza | Pabellón: Estadio Cincuentenario Árbitros: * Oscar Brítez * Silvio Guzmán * Gustavo D’Anna |  |

| 7 de octubre, 21:30 | Regatas Corrientes                                            | 69–67                | Estudiantes (C)                                               | Corrientes                                                                                               |  |
|                     | Parciales: 21-18, 17-13, 16-13, 15-23                         |                      |                                                               | |  |
|                     | Estadísticas Anthony Smith 20 Anthony Smith 8 Anthony Smith 4 | Reporte Pts Reb Asts | Estadísticas 14 Ángel Nuñez 8 Daviyon Dreper 6 Eduardo Gamboa | Pabellón: Estadio José Jorge Contte Árbitros: * Juan Fernández * Maximiliano Piedrabuena * Alberto Ponzo |  |

| 9 de octubre, 21:30 | Comunicaciones (M)                                          | 70–72                | San Martín (C)                                               | Mercedes                                                                                         |  |
|                     | Parciales: 11-15, 22-12, 19-21, 18-24                       |                      |                                                              |                                                                                                  |  |
|                     | Estadísticas Novar Gadson 24 Robert Battle 12 Selem Safar 7 | Reporte Pts Reb Asts | Estadísticas 25 Lee Roberts 13 Lee Roberts 10 Lucas Faggiano | Pabellón: Estadio de Comunicaciones Árbitros: * Alejandro Chiti * Roberto Smith * Gustavo D'Anna |  |

| 10 de octubre, 22:00 | La Unión de Formosa                                                 | 93–81                | Regatas Corrientes                                                        | Formosa                                                                                     |  |
|                      | Parciales: 31-26, 18-21, 25-17, 19-17                               |                      |                                                                           |                                                                                             |  |
|                      | Estadísticas Coron Williams 24 Chaz Crawford 6 Jonathan Maldonado 3 | Reporte Pts Reb Asts | Estadísticas 16 Paolo Quinteros 6 Fabian Ramírez Barrios 3 Jonatan Treise | Pabellón: Estadio Cincuentenario Árbitros: * Alejandro Chiti * Roberto Smith * Jorge Chávez |  |

| 11 de octubre, 21:30 | Estudiantes (C)                                                | 84–89                | San Martín (C)                                                 | Concordia                                                                                |  |
|                      | Parciales: 21-26, 19-21, 23-24, 21-18                          |                      |                                                                |                                                                                          |  |
|                      | Estadísticas Daviyon Dreper 24 Martín Leiva 9 Daviyon Dreper 3 | Reporte Pts Reb Asts | Estadísticas 25 Lucas Faggiano 18 Lee Roberts 8 Lucas Faggiano | Pabellón: El Gigante Verde Árbitros: * Julio Dinamarca * Diego Rougier * Sergio Tarifeño |  |

| 14 de octubre, 21:00 | Comunicaciones (M)                                              | 81–85                | La Unión de Formosa                                                  | Mercedes                                                                                         |  |
|                      | Parciales: 25-27, 20-11, 20-24, 16-23                           |                      |                                                                      |                                                                                                  |  |
|                      | Estadísticas Selem Safar 25 Matías Bortolín 12 Valentín Costa 7 | Reporte Pts Reb Asts | Estadísticas 25 Johnathan Flowers 9 Ignacio Alessio 7 Coron Williams | Pabellón: Estadio de Comunicaciones Árbitros: * Juan Fernández * Fabio Alaniz * Rodrigo Castillo |  |

| 14 de octubre, 21:30 | San Martín (C)                                              | 88–77                | Regatas Corrientes                                            | Corrientes                                                                           |  |  |
|                      | Parciales: 18-20, 21-18, 28-12, 21-27                       |                      |                                                               |                                                                                      |  |  |
|                      | Estadísticas Lee Roberts 35 Lee Roberts 12 Lucas Faggiano 5 | Reporte Pts Reb Asts | Estadísticas 17 Anthony Smith 7 Erik Thomas 3 Tayavek Gallizi | Pabellón: El Fortín Rojinegro Árbitros: * Pablo Estévez * Raúl Lorenzo * Ariel Rosas |  |  |
| Historial            |                                                             |                      |                                                               |                                                                                      |  |  |
|                      |                                                             |                      |                                                               |                                                                                      |  |  |

| 16 de octubre, 21:30 | Estudiantes (C)                                                   | 81–75                | La Unión de Formosa                                                   | Concordia                                                                                |  |
|                      | Parciales: 18-17, 24-18, 24-23, 15-17                             |                      |                                                                       |                                                                                          |  |
|                      | Estadísticas Daviyon Dreper 25 Daviyon Dreper 9 Leandro Vildoza 4 | Reporte Pts Reb Asts | Estadísticas 26 Johnathan Flowers 12 Ignacio Alessio 5 Coron Williams | Pabellón: El Gigante Verde Árbitros: * Fabricio Vito * Alejandro Zanabonen * Ariel Rosas |  |

| 17 de octubre, 21:30 | Regatas Corrientes                                                       | 76–83                | Comunicaciones (M)                                           | Corrientes                                                                                           |  |
|                      | Parciales: 16-20, 22-14, 19-25, 19-24                                    |                      |                                                              | |  |
|                      | Estadísticas Jonatan Treise 15 Fabián Ramírez Barrios 11 Anthony Smith 4 | Reporte Pts Reb Asts | Estadísticas 22 Novar Gadson 10 Novar Gadson 9 Luis Cequeira | Pabellón: Estadio José Jorge Contte Árbitros: * Sergio Tarifeño * Leonardo Zalazar * Héctor Wasinger |  |

| 19 de octubre, 21:30 | San Martín (C)                                                | 69–73                | Comunicaciones (M)                                         | Corrientes                                                                                 |  |
|                      | Parciales: 18-10, 8-24, 26-21, 17-18                          |                      |                                                            |                                                                                            |  |
|                      | Estadísticas Tomás Zanzottera 29 Lee Roberts 12 Lee Roberts 4 | Reporte Pts Reb Asts | Estadísticas 17 Novar Gadson 9 Franco Giorgi 4 Selem Safar | Pabellón: El Fortín Rojinegro Árbitros: * Fabricio Vito * Jorge Chávez * Sebastián Vasallo |  |

| 21 de octubre, 21:30 | Regatas Corrientes                                                       | 100–87               | San Martín (C)                                                | Corrientes                                                                                            |  |  |
|                      | Parciales: 33-18, 17-28, 22-21, 28-20                                    |                      |                                                               | |  |  |
|                      | Estadísticas Marco Giordano 21 Fabián Ramírez Barrios 7 Marco Giordano 7 | Reporte Pts Reb Asts | Estadísticas 25 Lucas Faggiano 5 Lee Roberts 5 Lucas Faggiano | Pabellón: Estadio José Jorge Contte Árbitros: * Fernando Sampietro * Rodrigo Castillo * Silvio Guzmán |  |  |
| Historial            |                                                                          |                      |                                                               | |  |  |
|                      |                                                                          |                      |                                                               | |  |  |

| 21 de octubre, 21:30 | La Unión de Formosa                                                   | 83–87                | Comunicaciones (M)                                              | Formosa                                                                                       |  |
|                      | Parciales: 22-25, 20-15, 28-21, 13-26                                 |                      |                                                                 |                                                                                               |  |
|                      | Estadísticas Ignacio Alessio 29 Alexis Elsener 9 Jonathan Maldonado 3 | Reporte Pts Reb Asts | Estadísticas 28 Novar Gadson 16 Matías Bortolín 4 Luis Cequeira | Pabellón: Estadio Cincuentenario Árbitros: * Daniel Rodrigo * Gustavo D'Anna * Javier Sánchez |  |

### Grupo B; Grupo Noroeste
| Equipo             | PJ | PG | PP | Pts |
| ------------------ | -- | -- | -- | --- |
| Atenas1            | 8  | 5  | 3  | 13  |
| Instituto1         | 8  | 5  | 3  | 13  |
| Quimsa             | 8  | 4  | 4  | 12  |
| Libertad2          | 8  | 3  | 5  | 11  |
| Ciclista Olímpico2 | 8  | 3  | 5  | 11  |

|  |                                  |
|  | Clasificados a octavos de final. |
|  | Clasificados al repechaje.       |

1: El desempate entre los equipos se definió por los resultados entre ellos. Atenas ganó los dos partidos.

2: El desempate entre los equipos se definió por los resultados entre ellos. Libertad ganó los dos partidos.
| 23 de septiembre, 21:00 | Quimsa                                                                    | 96–78                | Ciclista Olímpico                                                      | Santiago del Estero                                                                       |  |  |
|                         | Parciales: 23-22, 32-18, 21-17, 20-21                                     |                      |                                                                        |                                                                                           |  |  |
|                         | Estadísticas Nicolás De Los Santos 23 Torin Francis 9 Leonel Schattmann 7 | Reporte Pts Reb Asts | Estadísticas 21 Jonathan Machuca 11 Ivan Basualdo 4 Maximiliano Stanic | Pabellón: Estadio Ciudad Árbitros: * Alejandro Chiti * Diego Rougier * Sebastián Moncloba |  |  |
| Historial               |                                                                           |                      |                                                                        |                                                                                           |  |  |
|                         |                                                                           |                      |                                                                        |                                                                                           |  |  |

| 23 de septiembre, 21:30 | Atenas                                                                    | 82–76                | Libertad                                                         | Córdoba                                                                                          |  |
|                         | Parciales: 20-16, 20-21, 12-17, 30-22                                     |                      |                                                                  |                                                                                                  |  |
|                         | Estadísticas Juan Fernández Chávez 19 Fernando Martina 6 Franco Baralle 6 | Reporte Pts Reb Asts | Estadísticas 23 Martín Cuello 12 Khalil Kelly 4 Marcos Saglietti | Pabellón: Polideportivo Carlos Cerutti Árbitros: * Juan Fernández * Javier Mendoza * Ariel Rosas |  |

| 25 de septiembre, 21:00 | Instituto                                                                   | 78–75                | Libertad                                                            | Córdoba                                                                                      |  |
|                         | Parciales: 11-12, 24-15, 21-23, 22-25                                       |                      |                                                                     |                                                                                              |  |
|                         | Estadísticas Leandro García Morales 21 Sam Clancy, Jr. 8 Luciano González 4 | Reporte Pts Reb Asts | Estadísticas 22 Marcos Saglietti 9 Khalil Kelley 5 Marcos Saglietti | Pabellón: Estadio Ángel Sandrín Árbitros: * Alejandro Chiti * Silvio Guzmán * Gustavo D'Anna |  |

| 27 de septiembre, 21:00 | Instituto                                                           | 88–65                | Quimsa                                                                     | Córdoba                                                                                   |  |
|                         | Parciales: 26-14, 21-12, 20-20, 21-19                               |                      |                                                                            |                                                                                           |  |
|                         | Estadísticas Luciano González 29 Pablo Espinoza 10 Pablo Espinoza 4 | Reporte Pts Reb Asts | Estadísticas 17 Leonel Schattmann 10 Torin Francis 3 Nicolás De Los Santos | Pabellón: Estadio Ángel Sandrín Árbitros: * Juan Fernández * Mario Aluz * Julio Dinamarca |  |

| 28 de septiembre, 21:30 | Libertad                                                         | 88–56                | Ciclista Olímpico                                               | Sunchales                                                                                |  |
|                         | Parciales: 25-13, 22-12, 16-16, 25-15                            |                      |                                                                 |                                                                                          |  |
|                         | Estadísticas Martín Cuello 17 Agustín Caffaro 9 Augusto Alonso 7 | Reporte Pts Reb Asts | Estadísticas 22 Bashir Ahmed 7 Caio Torres 4 Maximiliano Stanic | Pabellón: El Hogar de los Tigres Árbitros: * Oscar Brítez * Julio Dinamarca * Mario Aluz |  |

| 29 de septiembre, 22:00 | Atenas                                                           | 75–63                | Quimsa                                                                | Córdoba |  |
|                         | Parciales: 22-13, 20-19, 20-20, 13-11                            |                      |                                                                       | |  |
|                         | Estadísticas Franco Baralle 17 Nicolás Romano 8 Franco Baralle 3 | Reporte Pts Reb Asts | Estadísticas 19 Torin Francis 9 Torin Francis 4 Nicolás De Los Santos | Pabellón: Polideportivo Carlos Cerutti Árbitros: * Oscar Brítez * Silvio Guzmán * Raúl Sánchez Televisión: TyC Sports |  |

| 2 de octubre, 21:30 | Libertad                                                        | 74–82                | Quimsa                                                                    | Sunchales                                                                                        |  |
|                     | Parciales: 20-17, 22-11, 14-30, 18-24                           |                      |                                                                           |                                                                                                  |  |
|                     | Estadísticas Khalil Kelly 19 Khalil Kelly 11 Marcos Saglietti 8 | Reporte Pts Reb Asts | Estadísticas 20 Leonel Schattmann 9 Torin Francis 7 Nicolás De Los Santos | Pabellón: El Hogar de los Tigres Árbitros: * Daniel Rodrigo * Roberto Smith * Sebastián Moncloba |  |

| 3 de octubre, 22:00 | Ciclista Olímpico                                                      | 78–61                | Atenas                                                          | La Banda                                                                                    |  |
|                     | Parciales: 25-20, 16-12, 19-10, 18-19                                  |                      |                                                                 |                                                                                             |  |
|                     | Estadísticas Jonatan Machuca 24 Jeremiah Massey 8 Maximiliano Stanic 8 | Reporte Pts Reb Asts | Estadísticas 14 Mateo Chiarini 9 Leonardo Lema 7 Franco Baralle | Pabellón: Estadio Vicente Rosales Árbitros: * Juan Fernández * Fabio Alaniz * Alberto Ponzo |  |

| 5 de octubre, 22:00 | Quimsa                                                             | 82–54                | Atenas                                                           | Santiago del Estero                                                            |  |
|                     | Parciales: 18-13, 17-15, 24-20, 23-6                               |                      |                                                                  |                                                                                |  |
|                     | Estadísticas Leonel Schattmann 24 Torin Francis 12 Juan Brussino 7 | Reporte Pts Reb Asts | Estadísticas 13 Nicolás Romano 5 Nicolás Romano 3 Nicolás Romano | Pabellón: Estadio Ciudad Árbitros: * Pablo Estévez * Jorge Chávez * Pedro Hoyo |  |

| 6 de octubre, 22:00 | Ciclista Olímpico                                                       | 63–67                | Libertad                                                     | La Banda                                                                               |  |
|                     | Parciales: 14-16, 10-13, 18-20, 18-18                                   |                      |                                                              |                                                                                        |  |
|                     | Estadísticas Jeremiah Massey 15 Jeremiah Massey 11 Maximiliano Stanic 4 | Reporte Pts Reb Asts | Estadísticas 16 Khalil Kelly 10 Khalil Kelly 5 Martín Cuello | Pabellón: Estadio Vicente Rosales Árbitros: * Pablo Estévez * Pedro Hoyo * Ariel Rosas |  |

| 8 de octubre, 21:00 | Quimsa                                                                                     | 90–70                | Libertad                                                         | Termas de Río Hondo |  |
|                     | Parciales: 21-12, 25-23, 26-12, 18-23                                                      |                      |                                                                  | |  |
|                     | Estadísticas Gabriel Mendes Da Silva 17 Gabriel Mendes Da Silva 11 Nicolás De Los Santos 7 | Reporte Pts Reb Asts | Estadísticas 19 Augusto Alonso 6 Khalil Kelly 3 Marcos Saglietti | Pabellón: Polideportivo Municipal Árbitros: * Diego Rougier * Oscar Martinetto * Oscar Martinetto y Alejandro Zanabone |  |

| 8 de octubre, 21:30 | Atenas                                                              | 59–50                | Instituto                                                           | Córdoba                                                                                                 |  |
|                     | Parciales: 13-16, 14-10, 18-15, 14-9                                |                      |                                                                     | |  |
|                     | Estadísticas Nicolás Romano 15 Fernando Martina 16 Nicolás Romano 3 | Reporte Pts Reb Asts | Estadísticas 13 Facundo Piñero 16 Pablo Espinoza 3 Luciano González | Pabellón: Polideportivo Carlos Cerutti Árbitros: * Rodrigo Castillo * Javier Mendoza * Leonardo Zalazar |  |

| 11 de octubre, 22:00 | Quimsa                                                                        | 77–84                | Instituto                                                        | Santiago del Estero                                                                      |  |
|                      | Parciales: 22-20, 15-20, 18-25, 22-19                                         |                      |                                                                  |                                                                                          |  |
|                      | Estadísticas Leonel Schattmann 20 Nicolás De Los Santos 8 Leonel Schattmann 5 | Reporte Pts Reb Asts | Estadísticas 17 Facundo Piñero 7 Sam Clancy, Jr. 6 Gastón Whelan | Pabellón: Estadio Ciudad Árbitros: * Fernando Sampietro * Ariel Rosas * Leonardo Barotto |  |

| 13 de octubre, 20:00 | Libertad                                                            | 72–79                | Atenas                                                                     | Sunchales                                                                                       |  |
|                      | Parciales: 13-16, 18-22, 22-21, 19-20                               |                      |                                                                            |                                                                                                 |  |
|                      | Estadísticas Marcos Saglietti 19 Martín Cuello 7 Marcos Saglietti 5 | Reporte Pts Reb Asts | Estadísticas 23 Fernando Martina 8 Walter Herrmann 5 Juan Fernández Chávez | Pabellón: El Hogar de los Tigres Árbitros: * Fabricio Vito * Julio Dinamarca * Leonardo Barotto |  |

| 13 de octubre, 22:00 | Ciclista Olímpico                                                         | 67–78                | Instituto                                                              | La Banda                                                                                      |  |
|                      | Parciales: 23-26, 17-18, 13-13, 14-21                                     |                      |                                                                        |                                                                                               |  |
|                      | Estadísticas Jeremiah Massey 19 Maximiliano Stanic 9 Maximiliano Stanic 7 | Reporte Pts Reb Asts | Estadísticas 14 Cristian Amicucci 9 Sam Clancy, Jr. 4 Luciano González | Pabellón: Estadio Vicente Rosales Árbitros: * Alejandro Chiti * Roberto Smith * Silvio Guzmán |  |

| 16 de octubre, 21:00 | Instituto                                                                 | 85–52                | Ciclista Olímpico                                                       | Córdoba                                                                                        |  |
|                      | Parciales: 24-11, 27-18, 19-13, 15-10                                     |                      |                                                                         |                                                                                                |  |
|                      | Estadísticas Leandro García Morales 15 Sam Clancy, Jr. 9 Santiago Scala 8 | Reporte Pts Reb Asts | Estadísticas 10 Muhammed Ahmed 5 Sebastián Vázquez 5 Maximiliano Stanic | Pabellón: Estadio Ángel Sandrín Árbitros: * Daniel Rodrigo * Sebastián Moncloba * Fabio Alaníz |  |

| 18 de octubre, 21:30 | Atenas                                                           | 80–86                | Ciclista Olímpico                                                  | Córdoba                                                                                       |  |
|                      | Parciales: 27-13, 23-24, 12-25, 18-24                            |                      |                                                                    |                                                                                               |  |
|                      | Estadísticas Nicolás Romano 26 Nicolás Romano 8 Franco Baralle 5 | Reporte Pts Reb Asts | Estadísticas 19 Caio Torres 7 Jeremiah Massey 7 Maximiliano Stanic | Pabellón: Polideportivo Carlos Cerutti Árbitros: * Mario Aluz * Oscar Brítez * Javier Sánchez |  |

| 19 de octubre, 21:30 | Libertad                                                           | 102–98               | Instituto                                                         | Sunchales                                                                                       |  |
|                      | Parciales: 25-25, 20-22, 33-20, 24-31                              |                      |                                                                   |                                                                                                 |  |
|                      | Estadísticas Marcos Saglietti 27 Ezequiel Zago 6 Nicolás Copello 9 | Reporte Pts Reb Asts | Estadísticas 21 Facundo Piñero 9 Sam Clancy, Jr. 5 Santiago Scala | Pabellón: El Hogar de los Tigres Árbitros: * Pablo Estévez * Gustavo D'Anna * Alejandro Ramallo |  |

| 22 de octubre, 22:00 | Instituto                                                                          | 75–77                | Atenas                                                              | Córdoba |  |
|                      | Parciales: 17-17, 26-10, 20-21, 12-29                                              |                      |                                                                     | |  |
|                      | Estadísticas Leandro García Morales 23 Sam Clancy, Jr. 12 Leandro García Morales 5 | Reporte Pts Reb Asts | Estadísticas 27 Franco Baralle 10 Tomás Gutiérrez 4 Tomás Gutiérrez | Pabellón: Estadio Ángel Sandrín Árbitros: * Danilo Molina * Juan Fernández * Fabricio Vito Televisión: TyC Sports |  |

| 22 de octubre, 22:00 | Ciclista Olímpico                                                     | 89–79                | Quimsa                                                                 | La Banda                                                                                          |  |  |
|                      | Parciales: 26-8, 20-31, 28-18, 15-13                                  |                      |                                                                        |                                                                                                   |  |  |
|                      | Estadísticas Jeremiah Massey 22 Iván Basualdo 11 Maximiliano Stanic 8 | Reporte Pts Reb Asts | Estadísticas 14 Tomás Allende 13 Roberto Acuña 8 Nicolás De Los Santos | Pabellón: Estadio Vicente Rosales Árbitros: * Alejandro Ramallo * Jorge Chávez * Leonardo Zalazar |  |  |
| Historial            |                                                                       |                      |                                                                        |                                                                                                   |  |  |
|                      |                                                                       |                      |                                                                        |                                                                                                   |  |  |

### Grupo C; Grupo CABA
| Equipo                     | PJ | PG | PP | Pts |
| -------------------------- | -- | -- | -- | --- |
| San Lorenzo (Buenos Aires) | 8  | 7  | 1  | 15  |
| Obras Basket               | 8  | 5  | 3  | 13  |
| Ferro (Buenos Aires)       | 8  | 4  | 4  | 12  |
| Boca Juniors               | 8  | 3  | 5  | 11  |
| Hispano Americano          | 8  | 1  | 7  | 9   |

|  |                                  |
|  | Clasificados a octavos de final. |
|  | Clasificados al repechaje.       |

| 22 de septiembre, 21:00 | San Lorenzo (BA)                                                     | 94–83                | Boca Juniors                                                     | Villa Mercedes |  |
|                         | Parciales: 9-24, 28-21, 35-13, 22-25                                 |                      |                                                                  | |  |
|                         | Estadísticas Máximo Fjellerup 18 Nicolás Aguirre 7 Nicolás Aguirre 7 | Reporte Pts Reb Asts | Estadísticas 23 Eric Flor 8 A. Boccia y A. Konsztadt 6 Eric Flor | Pabellón: Parque La Pedrera Árbitros: * Alejandro Chiti * Diego Rougier * Sebastián Moncloba Televisión: TyC Sports |  |

| 25 de septiembre, 21:00 | Hispano Americano                                                     | 86–91                | Ferro (BA)                                                            | Río Gallegos                                                                       |  |
|                         | Parciales: 23-14, 20-24, 16-30, 27-23                                 |                      |                                                                       |                                                                                    |  |
|                         | Estadísticas Fernando Podestá 26 Nicolás Paletta 8 Patricio Tabarez 5 | Reporte Pts Reb Asts | Estadísticas 22 Kevin Hernández 13 Mariano Fierro 6 Sebastián Orresta | Pabellón: Estadio Boxing Club Árbitros: * Oscar Brítez * Pedro Hoyo * Raúl Lorenzo |  |

| 26 de septiembre, 20:00 | Boca Juniors                                                     | 66–56                | Obras Basket                                                              | Buenos Aires                                                                                 |  |
|                         | Parciales: 11-14, 11-14, 20-19, 24-9                             |                      |                                                                           |                                                                                              |  |
|                         | Estadísticas Bruno Sansimoni 11 Roquez Johnson 9 Adrián Boccia 4 | Reporte Pts Reb Asts | Estadísticas 12 Alejandro Zurbriggen 6 Fernando Zurbriggen 4 Pedro Barral | Pabellón: Microestadio Luis Conde Árbitros: * Juan Fernández * Julio Dinamarca * Ariel Rosas |  |

| 27 de septiembre, 21:00 | Hispano Americano                                                | 84–100               | San Lorenzo (BA)                                                     | Río Gallegos                                                                                   |  |
|                         | Parciales: 27-18, 26-26, 17-29, 14-27                            |                      |                                                                      |                                                                                                |  |
|                         | Estadísticas Fernando Podestá 19 Daniel Hure 9 Nicolás Paletta 6 | Reporte Pts Reb Asts | Estadísticas 19 Mathías Calfani 13 Mathías Calfani 5 Nicolás Aguirre | Pabellón: Estadio Boxing Club Árbitros: * Roberto Smith * Leonardo Zalazar * Cristian Salguero |  |

| 28 de septiembre, 21:00 | Ferro (BA)                                                        | 74–77                | Obras Basket                                                       | Buenos Aires                                                                                      |  |
|                         | Parciales: 24-12, 12-25, 19-12, 19-28                             |                      |                                                                    |                                                                                                   |  |
|                         | Estadísticas Mariano Fierro 18 Mariano Fierro 8 Kevin Hernández 5 | Reporte Pts Reb Asts | Estadísticas 30 Maurice Kemp 10 Maurice Kemp 3 Fernando Zurbriggen | Pabellón: Estadio Héctor Etchart Árbitros: * Diego Rougier * Alejandro Zanabone * Enrique Cáceres |  |

| 1 de octubre, 20:00 | Boca Juniors                                                     | 64–81                | Ferro (BA)                                                      | Buenos Aires                                                                                     |  |
|                     | Parciales: 15-25, 17-17, 21-21, 11-18                            |                      |                                                                 |                                                                                                  |  |
|                     | Estadísticas Eric Flor 17 Roquez Johnson 7 Alejandro Konsztadt 7 | Reporte Pts Reb Asts | Estadísticas 18 Mauro Cosolito 7 Kevin Hernández 7 Ivan Gramajo | Pabellón: Microestadio Luis Conde Árbitros: * Nicolás D'Anna * Pablo Estévez * Alejandro Ramallo |  |

| 1 de octubre, 21:00 | San Lorenzo (BA)                                                    | 101–72               | Obras Basket                                                            | Buenos Aires |  |
|                     | Parciales: 26-17, 27-20, 20-18, 28-18                               |                      |                                                                         | |  |
|                     | Estadísticas Jerome Meyinnse 24 Jerome Meyinnse 8 Nicolás Aguirre 7 | Reporte Pts Reb Asts | Estadísticas 10 Federico Zurbriggen 6 Phillip Lockett 3 Phillip Lockett | Pabellón: Polideportivo Roberto Pando Árbitros: * Alejandro Chiti * Mario Aluz * Javier Sánchez Televisión: TyC Sports |  |

| 3 de octubre, 20:00 | Obras Basket                                                       | 87–82                | Ferro (BA)                                                           | Buenos Aires                                                                                  |  |
|                     | Parciales: 21-19, 15-15, 24-23, 27-25                              |                      |                                                                      |                                                                                               |  |
|                     | Estadísticas Maurice Kemp 27 Maurice Kemp 11 Federico Zurbriggen 7 | Reporte Pts Reb Asts | Estadísticas 22 Mariano Fierro 12 Mariano Fierro 6 Sebastián Orresta | Pabellón: Estadio Obras Sanitarias Árbitros: * Oscar Brítez * Rodrigo Castillo * Raúl Sánchez |  |

| 4 de octubre, 19:30 | Boca Juniors                                                  | 90–70                | Hispano Americano                                            | Buenos Aires                                                                                               |  |
|                     | Parciales: 22-11, 28-22, 22-15, 18-22                         |                      |                                                              | |  |
|                     | Estadísticas Adrián Boccia 23 Matías Sandes 8 Matías Sandes 8 | Reporte Pts Reb Asts | Estadísticas 21 Justin Hurtt 7 Daniel Hure 4 Nicolás Paletta | Pabellón: Microestadio Luis Conde Árbitros: * Fernando Sampietro * Alejandro Zanabone * Sebastián Moncloba |  |

| 6 de octubre, 20:00 | San Lorenzo (BA)                                                     | 104–83               | Hispano Americano                                                 | Buenos Aires |  |
|                     | Parciales: 30-17, 23-23, 24-17, 27-26                                |                      |                                                                   | |  |
|                     | Estadísticas Jerome Meyinsse 30 Jerome Meyinsse 15 Nicolás Aguirre 7 | Reporte Pts Reb Asts | Estadísticas 16 Patricio Tabárez 5 Fernando Podestá 5 Daniel Hure | Pabellón: Polideportivo Roberto Pando Árbitros: * Diego Rougier * Oscar Martinetto * Gustavo D'Anna Televisión: DirecTV Sports |  |

| 9 de octubre, 21:00 | Ferro (BA)                                                      | 80–70                | Hispano Americano                                                 | Buenos Aires                                                                                   |  |
|                     | Parciales: 23-10, 22-14, 17-26, 18-20                           |                      |                                                                   |                                                                                                |  |
|                     | Estadísticas Kevin Hernández 27 Mariano Fierro 12 Tomás Spano 5 | Reporte Pts Reb Asts | Estadísticas 18 Justin Hurtt 9 Lawrence Jackson 5 Nicolás Paletta | Pabellón: Estadio Héctor Etchart Árbitros: * Leonardo Zalazar * Sergio Tarifeño * Fabio Alaniz |  |

| 10 de octubre, 21:00 | Boca Juniors                                                        | 79–85                | San Lorenzo (BA)                                               | Buenos Aires |  |
|                      | Parciales: 21-12, 12-21, 20-21, 26-31                               |                      |                                                                | |  |
|                      | Estadísticas Adrian Boccia 21 Adrian Boccia 9 Alejandro Konsztadt 8 | Reporte Pts Reb Asts | Estadísticas 22 Dar Tucker 7 Mathías Calfani 8 Nicolás Aguirre | Pabellón: Microestadio Luis Conde Árbitros: * Juan Fernández * Julio Dinamarca * Javier Mendoza Televisión: TyC Sports |  |

| 11 de octubre, 20:00 | Obras Basket                                                       | 110–111              | Hispano Americano                                         | Buenos Aires                                                                                      |  |
|                      | Parciales: 28-24, 31-18, 18-28, 22-29 (T.E.: 11-12)                |                      |                                                           |                                                                                                   |  |
|                      | Estadísticas Maurice Kemp 43 Eric Anderson 8 Federico Zurbriggen 8 | Reporte Pts Reb Asts | Estadísticas 29 Justin Hurtt 7 Daniel Hure 4 Diego García | Pabellón: Estadio Obras Sanitarias Árbitros: * Pablo Estévez * Alejandro Ramallo * Nicolás D'Anna |  |

| 12 de octubre, 21:00 | Ferro (BA)                                                       | 60–64                | San Lorenzo (BA)                                                   | Buenos Aires |  |
|                      | Parciales: 22-19, 14-12, 9-21, 15-12                             |                      |                                                                    | |  |
|                      | Estadísticas Ivan Gramajo 19 Mariano Fierro 13 Kevin Hernández 3 | Reporte Pts Reb Asts | Estadísticas 17 Jerome Meyinsse 9 Tyrone Curnell 5 Nicolás Aguirre | Pabellón: Estadio Héctor Ethcart Árbitros: * Alejandro Ramallo * Daniel Rodrigo * Ariel Rosas Televisión: TyC Sports |  |

| 15 de octubre, 20:00 | Obras Basket                                                       | 85–76                | San Lorenzo (BA)                                                | Buenos Aires                                                                                  |  |
|                      | Parciales: 24-17, 23-20, 23-17, 15-22                              |                      |                                                                 |                                                                                               |  |
|                      | Estadísticas Eric Anderson 27 Maurice Kemp 8 Federico Zurbriggen 7 | Reporte Pts Reb Asts | Estadísticas 15 Dar Tucker 9 Mathías Calfani 3 Máximo Fjellerup | Pabellón: Estadio Obras Sanitarias Árbitros: * Fabricio Vito * Gonzalo Delsart * Raúl Sánchez |  |

| 15 de octubre, 20:00 | Hispano Americano                                            | 74–77                | Boca Juniors                                               | Río Gallegos                                                                          |  |
|                      | Parciales: 16-14, 17-13, 22-24, 19-26                        |                      |                                                            |                                                                                       |  |
|                      | Estadísticas Justin Hurtt 17 Devon Scott 7 Nicolás Paletta 6 | Reporte Pts Reb Asts | Estadísticas 30 Jasiel Rivero 11 Matías Sandes 5 Eric Flor | Pabellón: Estadio Boxing Club Árbitros: * Oscar Brítez * Pedro Hoyo * Enrique Cáceres |  |

| 18 de octubre, 21:00 | Hispano Americano                                                | 60–76                | Obras Sanitarias                                           | Río Gallegos                                                                               |  |
|                      | Parciales: 14-22, 6-15, 17-20, 23-19                             |                      |                                                            |                                                                                            |  |
|                      | Estadísticas Daniel Hure 10 Fernando Podestá 6 Nicolás Paletta 3 | Reporte Pts Reb Asts | Estadísticas 18 Dion Dixon 12 Eric Anderson 3 Pedro Barral | Pabellón: Estadio Boxing Club Árbitros: * Diego Rougier * Rodrigo Castillo * Alberto Ponzo |  |

| 19 de octubre, 21:00 | Ferro (BA)                                                          | 68–63                | Boca Juniors                                                   | Buenos Aires |  |
|                      | Parciales: 19-21, 16-16, 13-13, 20-13                               |                      |                                                                | |  |
|                      | Estadísticas Desmond Holloway 18 Mariano Fierro 10 Mariano Fierro 5 | Reporte Pts Reb Asts | Estadísticas 22 Adrián Boccia 10 Adrián Boccia 3 Matías Sandes | Pabellón: Estadio Héctor Etchart Árbitros: * Fernando Sampietro * Javier Sánchez * Mario Aluz Televisión: DirecTV Sports |  |

| 22 de octubre, 19:00 | San Lorenzo (BA)                                                    | 94–84                | Ferro (BA)                                                          | Buenos Aires                                                                                      |  |
|                      | Parciales: 19-28, 22-15, 33-24, 20-17                               |                      |                                                                     |                                                                                                   |  |
|                      | Estadísticas Jerome Meyinsse 29 Jerome Meyinsse 8 Nicolás Aguirre 9 | Reporte Pts Reb Asts | Estadísticas 17 Desmond Holloway 10 Mariano Fierro 5 Mauro Cosolito | Pabellón: Polideportivo Roberto Pando Árbitros: * Diego Rougier * Pedro Hoyo * Sebastián Moncloba |  |

| 22 de octubre, 20:00 | Obras Basket                                                 | 109–108              | Boca Juniors                                                    | Buenos Aires                                                                                           |  |
|                      | Parciales: 20-16, 18-16, 12-19, 24-23 (T.E.: 19-19, 16-15)   |                      |                                                                 | |  |
|                      | Estadísticas Maurice Kemp 31 Eric Anderson 19 Pedro Barral 7 | Reporte Pts Reb Asts | Estadísticas 21 Adrián Boccia 8 Lucas Gargallo 5 Lucas Gargallo | Pabellón: Estadio Obras Sanitarias Árbitros: * Alejandro Chiti * Oscar Martinetto * Alejandro Zanabone |  |

### Grupo D; Grupo Provincia
| Equipo                        | PJ | PG | PP | Pts |
| ----------------------------- | -- | -- | -- | --- |
| Peñarol                       | 8  | 6  | 2  | 14  |
| Gimnasia (Comodoro Rivadavia) | 8  | 5  | 3  | 13  |
| Argentino (Junín)1            | 8  | 3  | 5  | 11  |
| Weber Bahía Basket1           | 8  | 3  | 5  | 11  |
| Quilmes1                      | 8  | 3  | 5  | 11  |

|  |                                  |
|  | Clasificados a octavos de final. |
|  | Clasificados al repechaje.       |

1: El desempate entre los equipos se definió por los resultados entre ellos. Argentino derrotó a Quilmes, sumando ambos partidos, 179 a 173. Argentino superó a Bahía Basket pues la suma de los dos partidos da 151 a 150. Bahía Basket venció 160 a Quilmes 152.
| 23 de septiembre, 21:00 | Argentino (J)                                                | 89–78                | Quilmes                                                         | Junín                                                                                              |  |
|                         | Parciales: 20-19, 16-20, 22-14, 31-25                        |                      |                                                                 | |  |
|                         | Estadísticas Guido Mariani 22 Nick Wiggins 13 Nick Wiggins 3 | Reporte Pts Reb Asts | Estadísticas 19 Mateo Bolívar 9 Luciano Tantos 8 Luciano Tantos | Pabellón: El Fortín de las Morochas Árbitros: * Julio Dinamarca * Roberto Smith * Leonardo Zalazar |  |

| 23 de septiembre, 21:30 | Gimnasia (CR)                                                      | 75–65                | Peñarol                                                                   | Comodoro Rivadavia                                                                       |  |
|                         | Parciales: 25-13, 18-15, 14-19, 18-18                              |                      |                                                                           |                                                                                          |  |
|                         | Estadísticas Dwight Lewis 16 Franco Giorgetti 8 Lucas Pérez Naim 4 | Reporte Pts Reb Asts | Estadísticas 18 Damián Tintorelli 13 Damián Tintorelli 2 Nicolás Gianella | Pabellón: Estadio Socios Fundadores Árbitros: * Oscar Brítez * Pedro Hoyo * Raúl Lorenzo |  |

| 25 de septiembre, 21:00 | Weber Bahía                                                        | 88–76                | Quilmes                                                         | Bahía Blanca |  |
|                         | Parciales: 20-14, 21-30, 22-13, 25-19                              |                      |                                                                 | |  |
|                         | Estadísticas Facundo Corvalan 25 Gerson Santo 10 Fermín Thygesen 7 | Reporte Pts Reb Asts | Estadísticas 17 Mateo Bolívar 5 Omar Cantón 4 Sebastián Morales | Pabellón: Estadio Osvaldo Casanova Árbitros: * Fernando Sampietro * Enrique Cáceres * Sebastián Moncloba Televisión: TyC Sports |  |

| 26 de septiembre, 21:00 | Peñarol                                                          | 95–62                | Argentino (J)                                                    | Mar del Plata                                                                                            |  |
|                         | Parciales: 27-18, 22-9, 21-23, 25-12                             |                      |                                                                  | |  |
|                         | Estadísticas Damián Tintorelli 16 Lucas Arn 9 Nicolás Gianella 5 | Reporte Pts Reb Asts | Estadísticas 28 Nick Wiggins 13 Raheem Bowman 4 Raheem Singleton | Pabellón: Polideportivo Islas Malvinas Árbitros: * Fernando Sampietro * Sergio Tarifeño * Javier Sánchez |  |

| 28 de septiembre, 21:00 | Quilmes                                                        | 95–90                | Argentino (J)                                                 | Mar del Plata                                                                                           |  |
|                         | Parciales: 18-32, 16-21, 36-22, 25-34                          |                      |                                                               | |  |
|                         | Estadísticas Mateo Bolívar 30 Eduardo Vasirani 9 Lucas Ortíz 6 | Reporte Pts Reb Asts | Estadísticas 37 Gastón García 7 Raheem Bowman 8 Gastón García | Pabellón: Polideportivo Islas Malvinas Árbitros: * Alejandro Ramallo * Rodrigo Castillo * Alberto Ponzo |  |

| 28 de septiembre, 21:30 | Gimnasia (CR)                                                 | 60–56                | Weber Bahía                                                        | Comodoro Rivadavia                                                                                   |  |
|                         | Parciales: 21-10, 16-16, 9-18, 14-12                          |                      |                                                                    | |  |
|                         | Estadísticas Eloy Vargas 13 Eloy Vargas 11 Lucas Pérez Naim 3 | Reporte Pts Reb Asts | Estadísticas 12 Facundo Corvalán 9 Gerson Santo 4 Facundo Corvalán | Pabellón: Estadio Socios Fundadores Árbitros: * Roberto Smith * Leonardo Zalazar * Cristian Salguero |  |

| 2 de octubre, 20:30 | Weber Bahía                                                        | 66–71                | Gimnasia (CR)                                                  | Bahía Blanca                                                                                     |  |
|                     | Parciales: 15-9, 26-16, 8-24, 17-22                                |                      |                                                                |                                                                                                  |  |
|                     | Estadísticas Facundo Corvalán 24 Martín Fernández 5 José Materán 3 | Reporte Pts Reb Asts | Estadísticas 18 Dwight Lewis 9 Diego Romero 6 Lucas Pérez Naim | Pabellón: Estadio Osvaldo Casanova Árbitros: * Rodrigo Castillo * Cristian Alfaro * Raúl Sánchez |  |

| 4 de octubre, 20:30 | Weber Bahía                                                 | 80–68                | Argentino (J)                                                  | Bahía Blanca                                                                                      |  |
|                     | Parciales: 17-15, 16-21, 27-14, 20-18                       |                      |                                                                |                                                                                                   |  |
|                     | Estadísticas Jamaal Levy 17 Jamaal Levy 6 Fermín Thygesen 7 | Reporte Pts Reb Asts | Estadísticas 20 Guido Mariani 7 Jonatan Slider 5 Gastón García | Pabellón: Estadio Osvaldo Casanova Árbitros: * Daniel Rodrigo * Enrique Cáceres * Gonzalo Delsart |  |

| 4 de octubre, 21:00 | Peñarol                                                              | 73–70                | Gimnasia (CR)                                                        | Mar del Plata                                                                                           |  |
|                     | Parciales: 13-19, 24-21, 18-15, 18-15                                |                      |                                                                      | |  |
|                     | Estadísticas Bruno Barovero 18 Damián Tintorelli 13 Bruno Barovero 8 | Reporte Pts Reb Asts | Estadísticas 16 Sebastián Vega 8 Franco Giorgetti 4 Lucas Pérez Naim | Pabellón: Polideportivo Islas Malvinas Árbitros: * Alejandro Chiti * Alejandro Ramallo * Nicolás D'Anna |  |

| 6 de octubre, 20:00 | Quilmes                                                    | 94–71                | Gimnasia (CR)                                                 | Mar del Plata                                                                                           |  |
|                     | Parciales: 25-16, 23-18, 19-22, 27-15                      |                      |                                                               | |  |
|                     | Estadísticas Omar Cantón 20 Omar Cantón 8 Luciano Tantos 9 | Reporte Pts Reb Asts | Estadísticas 28 Eloy Vargas 10 Eloy Vargas 4 Lucas Pérez Naim | Pabellón: Polideportivo Islas Malvinas Árbitros: * Daniel Rodrigo * Alejandro Zanabone * Javier Sánchez |  |

| 8 de octubre, 21:00 | Argentino (J)                                                  | 80–70                | Gimnasia (CR)                                                 | Junín                                                                                           |  |
|                     | Parciales: 19-16, 18-17, 21-18, 22-19                          |                      |                                                               |                                                                                                 |  |
|                     | Estadísticas Guido Mariani 30 Rasheem Bowman 9 Gastón García 6 | Reporte Pts Reb Asts | Estadísticas 22 Eloy Vargas 16 Eloy Vargas 4 Lucas Pérez Naim | Pabellón: El Fortín de las Morochas Árbitros: * Juan Fernández * Sergio Tarifeño * Raúl Lorenzo |  |

| 9 de octubre, 22:00 | Peñarol                                                        | 99–95                | Quilmes                                                           | Mar del Plata |  |  |
|                     | Parciales: 22-14, 25-23, 18-20, 16-24 (T.E.: 18-14)            |                      |                                                                   | |  |  |
|                     | Estadísticas Du'Vaughn Maxwell 25 Nicolás Lauría 9 Lucas Arn 4 | Reporte Pts Reb Asts | Estadísticas 25 Mateo Bolívar 13 Eduardo Vasirani 4 Mateo Bolívar | Pabellón: Polideportivo Islas Malvinas Árbitros: * Pablo Estévez * Julio Dinamarca * Nicolás D'Anna Televisión: TyC Sports |  |  |
| Historial           |                                                                |                      |                                                                   | |  |  |
|                     |                                                                |                      |                                                                   | |  |  |

| 12 de octubre, 21:00 | Weber Bahía                                                    | 72–71                | Peñarol                                                           | Bahía Blanca |  |
|                      | Parciales: 22-18, 17-12, 22-18, 11-23                          |                      |                                                                   | |  |
|                      | Estadísticas Facundo Corvalan 13 Jamaal Levy 7 Caio de Souza 4 | Reporte Pts Reb Asts | Estadísticas 17 Lucas Arn 8 Du'Vaughn Maxwell 7 Du'Vaughn Maxwell | Pabellón: Estadio Osvaldo Casanova Árbitros: * Juan Fernández * Raúl Sánchez * Sebastián Moncloba Televisión: DirecTV Sports |  |

| 13 de octubre, 21:30 | Gimnasia (CR)                                             | 83–59                | Quilmes                                                               | Comodoro Rivadavia                                                                          |  |
|                      | Parciales: 23-12, 18-11, 22-23, 20-13                     |                      |                                                                       |                                                                                             |  |
|                      | Estadísticas Dwight Lewis 29 Eloy Vargas 14 Eloy Vargas 4 | Reporte Pts Reb Asts | Estadísticas 14 Eduardo Vasirani 13 Eduardo Vasirani 2 Luciano Tantos | Pabellón: Estadio Socios Fundadores Árbitros: * Oscar Brítez * Pedro Hoyo * Enrique Cáceres |  |

| 14 de octubre, 20:00 | Argentino (J)                                                  | 72–82                | Peñarol                                                                 | Junín                                                                                               |  |
|                      | Parciales: 14-22, 18-10, 19-27, 21-23                          |                      |                                                                         | |  |
|                      | Estadísticas Gastón García 16 Ramiro Trebucq 5 Guido Mariani 3 | Reporte Pts Reb Asts | Estadísticas 22 Bruno Barovero 17 Damián Tintorelli 4 Damián Tintorelli | Pabellón: El Fortín de las Morochas Árbitros: * Fabricio Vito * Alejandro Zanabone * Javier Sánchez |  |

| 17 de octubre, 21:00 | Quilmes                                                     | 76–72                | Weber Bahía                                                     | Mar del Plata                                                                                         |  |
|                      | Parciales: 11-16, 20-14, 23-19, 22-23                       |                      |                                                                 | |  |
|                      | Estadísticas Lucas Ortíz 24 Luciano Tantos 10 Lucas Ortíz 6 | Reporte Pts Reb Asts | Estadísticas 22 Federico Elías 10 Jamaal Levy 6 Fermín Thygesen | Pabellón: Polideportivo Islas Malvinas Árbitros: * Fernando Sampietro * Roberto Smith * Silvio Guzmán |  |

| 17 de octubre, 21:30 | Gimnasia (CR)                                                    | 92–55                | Argentino (J)                                                    | Comodoro Rivadavia                                                                               |  |
|                      | Parciales: 24-8, 18-20, 25-10, 25-17                             |                      |                                                                  |                                                                                                  |  |
|                      | Estadísticas Eloy Vargas 16 Jaghawn Walters 8 Lucas Pérez Naim 6 | Reporte Pts Reb Asts | Estadísticas 12 Gastón García 7 Ronald Singleton 3 Gastón García | Pabellón: Estadio Socios Fundadores Árbitros: * Diego Rougier * Rodrigo Castillo * Alberto Ponzo |  |

| 18 de octubre, 21:00 | Peñarol                                                            | 86–79                | Weber Bahía                                                          | Mar del Plata                                                                                   |  |
|                      | Parciales: 20-17, 21-20, 17-17, 28-25                              |                      |                                                                      |                                                                                                 |  |
|                      | Estadísticas Damián Tintorelli 14 Du'Vaughn Maxwell 10 Lucas Arn 5 | Reporte Pts Reb Asts | Estadísticas 19 Fermín Thygesen 11 Gerson Do Santo 5 Fermín Thygesen | Pabellón: Polideportivo Islas Malvinas Árbitros: * Daniel Rodrigo * Javier Mendoza * Pedro Hoyo |  |

| 20 de octubre, 20:00 | Argentino (J)                                                  | 83–70                | Weber Bahía                                                      | Junín                                                                                         |  |
|                      | Parciales: 18-23, 23-10, 22-11, 20-26                          |                      |                                                                  |                                                                                               |  |
|                      | Estadísticas Jonatan Slider 17 Gastón García 6 Gastón García 7 | Reporte Pts Reb Asts | Estadísticas 19 Facundo Corvalán 8 Jamaal Levy 3 Fermín Thygesen | Pabellón: El Fortín de las Morochas Árbitros: * Pablo Estévez * Oscar Martinetto * Mario Aluz |  |

| 20 de octubre, 22:00 | Quilmes                                                          | 83–89                | Peñarol                                                                   | Mar del Plata |  |  |
|                      | Parciales: 25-20, 11-19, 23-16, 24-34                            |                      |                                                                           | |  |  |
|                      | Estadísticas Lucas Ortíz 26 Sebastián Morales 6 Luciano Tantos 7 | Reporte Pts Reb Asts | Estadísticas 17 Joaquín Valinotti 7 Damián Tintorelli 3 Joaquín Valinotti | Pabellón: Polideportivo Islas Malvinas Árbitros: * Sebastián Moncloba * Alejandro Chiti * Leonardo Zalazar Televisión: TyC Sports |  |  |
| Historial            |                                                                  |                      |                                                                           | |  |  |
|                      |                                                                  |                      |                                                                           | |  |  |

## Segunda fase, play-offs

### Cuadro
|  | Repechaje | Repechaje          | Repechaje             |                    |    | Octavos de final | Octavos de final | Octavos de final |  |    | Cuartos de final   | Cuartos de final | Cuartos de final |    |  | Semifinales — Final Four | Semifinales — Final Four | Semifinales — Final Four |    |  | Final — Final Four | Final — Final Four | Final — Final Four |  |
|  |           |                    |                       |                    |    |                  |                  |                  |  |    |                    |                  |                  |    |  |                          |                          |                          |    |  |                    |                    |                    |  |
|  |           |                    |                       |                    |    |                  |                  |                  |  |    |                    |                  |                  |    |  |                          |                          |                          |    |  |                    |                    |                    |  |
|  |           |                    |                       |                    |    |                  |                  |                  |  |    |                    |                  |                  |    |  |                          |                          |                          |    |  |                    |                    |                    |  |
|  |           |                    |                       |                    |    |                  |                  |                  |  |    |                    |                  |                  |    |  |                          |                          |                          |    |  |                    |                    |                    |  |
|  |           |                    |                       |                    |    |                  |                  |                  |  |    |                    |                  |                  |    |  |                          |                          |                          |    |  |                    |                    |                    |  |
|  |           | 1C                 | San Lorenzo (BA)      | 2                  |    |                  |                  |                  |  |    |                    |                  |                  |    |  |                          |                          |                          |    |  |                    |                    |                    |  |
|  |           |                    |                       | 2                  |    |                  |                  |                  |  |    |                    |                  |                  |    |  |                          |                          |                          |    |  |                    |                    |                    |  |
|  |           |                    | 4D                    | Weber Bahía Basket | 0  |                  |                  |                  |  |    |                    |                  |                  |    |  |                          |                          |                          |    |  |                    |                    |                    |  |
|  | 4D        | Weber Bahía Basket | 4D                    | Weber Bahía Basket | 0  | 2                |                  |                  |  |    |                    |                  |                  |    |  |                          |                          |                          |    |  |                    |                    |                    |  |
|  | 4D        | Weber Bahía Basket |                       |                    |    |                  |                  |                  |  |    |                    |                  |                  |    |  |                          |                          |                          |    |  |                    |                    |                    |  |
|  | 5D        | Quilmes            | 0                     |                    |    |                  |                  |                  |  |    |                    |                  |                  |    |  |                          |                          |                          |    |  |                    |                    |                    |  |
|  | 5D        | Quilmes            | 0                     |                    |    |                  |                  |                  |  | 1C | San Lorenzo (BA)   | 2                |                  |    |  |                          |                          |                          |    |  |                    |                    |                    |  |
|  |           |                    |                       |                    |    |                  |                  |                  |  | 1C | San Lorenzo (BA)   | 2                |                  |    |  |                          |                          |                          |    |  |                    |                    |                    |  |
|  |           |                    | 3C                    | Ferro (BA)         | 0  |                  |                  |                  |  |    |                    |                  |                  |    |  |                          |                          |                          |    |  |                    |                    |                    |  |
|  |           |                    | 3C                    | Ferro (BA)         | 0  |                  |                  |                  |  |    |                    |                  |                  |    |  |                          |                          |                          |    |  |                    |                    |                    |  |
|  |           |                    |                       |                    |    |                  |                  |                  |  |    |                    |                  |                  |    |  |                          |                          |                          |    |  |                    |                    |                    |  |
|  |           |                    |                       |                    |    |                  |                  |                  |  |    |                    |                  |                  |    |  |                          |                          |                          |    |  |                    |                    |                    |  |
|  |           | 2D                 | Gimnasia (CR)         | 0                  |    |                  |                  |                  |  |    |                    |                  |                  |    |  |                          |                          |                          |    |  |                    |                    |                    |  |
|  |           |                    |                       | 0                  |    |                  |                  |                  |  |    |                    |                  |                  |    |  |                          |                          |                          |    |  |                    |                    |                    |  |
|  |           |                    | 3C                    | Ferro (BA)         | 2  |                  |                  |                  |  |    |                    |                  |                  |    |  |                          |                          |                          |    |  |                    |                    |                    |  |
|  |           |                    | 3C                    | Ferro (BA)         | 2  |                  |                  |                  |  |    |                    |                  |                  |    |  |                          |                          |                          |    |  |                    |                    |                    |  |
|  |           |                    |                       |                    |    |                  |                  |                  |  |    |                    |                  |                  |    |  |                          |                          |                          |    |  |                    |                    |                    |  |
|  |           |                    |                       |                    |    |                  |                  |                  |  |    |                    |                  |                  |    |  |                          |                          |                          |    |  |                    |                    |                    |  |
|  |           |                    |                       |                    |    |                  |                  |                  |  |    |                    | 1C               | San Lorenzo (BA) | 88 |  |                          |                          |                          |    |  |                    |                    |                    |  |
|  |           |                    |                       |                    |    |                  |                  |                  |  |    |                    |                  |                  | 88 |  |                          |                          |                          |    |  |                    |                    |                    |  |
|  |           |                    | 3A                    | Comunicaciones (M) | 81 |                  |                  |                  |  |    |                    |                  |                  |    |  |                          |                          |                          |    |  |                    |                    |                    |  |
|  |           |                    | 3A                    | Comunicaciones (M) | 81 |                  |                  |                  |  |    |                    |                  |                  |    |  |                          |                          |                          |    |  |                    |                    |                    |  |
|  |           |                    |                       |                    |    |                  |                  |                  |  |    |                    |                  |                  |    |  |                          |                          |                          |    |  |                    |                    |                    |  |
|  |           |                    |                       |                    |    |                  |                  |                  |  |    |                    |                  |                  |    |  |                          |                          |                          |    |  |                    |                    |                    |  |
|  |           | 1A                 | Estudiantes Concordia | 0                  |    |                  |                  |                  |  |    |                    |                  |                  |    |  |                          |                          |                          |    |  |                    |                    |                    |  |
|  |           |                    |                       | 0                  |    |                  |                  |                  |  |    |                    |                  |                  |    |  |                          |                          |                          |    |  |                    |                    |                    |  |
|  |           |                    | 5B                    | Ciclista Olímpico  | 2  |                  |                  |                  |  |    |                    |                  |                  |    |  |                          |                          |                          |    |  |                    |                    |                    |  |
|  | 4B        | Libertad           | 5B                    | Ciclista Olímpico  | 2  | 0                |                  |                  |  |    |                    |                  |                  |    |  |                          |                          |                          |    |  |                    |                    |                    |  |
|  | 4B        | Libertad           |                       |                    |    |                  |                  |                  |  |    |                    |                  |                  |    |  |                          |                          |                          |    |  |                    |                    |                    |  |
|  | 5B        | Ciclista Olímpico  | 2                     |                    |    |                  |                  |                  |  |    |                    |                  |                  |    |  |                          |                          |                          |    |  |                    |                    |                    |  |
|  | 5B        | Ciclista Olímpico  | 2                     |                    |    |                  |                  |                  |  | 3A | Comunicaciones (M) | 2                |                  |    |  |                          |                          |                          |    |  |                    |                    |                    |  |
|  |           |                    |                       |                    |    |                  |                  |                  |  | 3A | Comunicaciones (M) | 2                |                  |    |  |                          |                          |                          |    |  |                    |                    |                    |  |
|  |           |                    | 5B                    | Ciclista Olímpico  | 1  |                  |                  |                  |  |    |                    |                  |                  |    |  |                          |                          |                          |    |  |                    |                    |                    |  |
|  |           |                    | 5B                    | Ciclista Olímpico  | 1  |                  |                  |                  |  |    |                    |                  |                  |    |  |                          |                          |                          |    |  |                    |                    |                    |  |
|  |           |                    |                       |                    |    |                  |                  |                  |  |    |                    |                  |                  |    |  |                          |                          |                          |    |  |                    |                    |                    |  |
|  |           |                    |                       |                    |    |                  |                  |                  |  |    |                    |                  |                  |    |  |                          |                          |                          |    |  |                    |                    |                    |  |
|  |           | 2B                 | Instituto             | 1                  |    |                  |                  |                  |  |    |                    |                  |                  |    |  |                          |                          |                          |    |  |                    |                    |                    |  |
|  |           |                    |                       | 1                  |    |                  |                  |                  |  |    |                    |                  |                  |    |  |                          |                          |                          |    |  |                    |                    |                    |  |
|  |           |                    | 3A                    | Comunicaciones (M) | 2  |                  |                  |                  |  |    |                    |                  |                  |    |  |                          |                          |                          |    |  |                    |                    |                    |  |
|  |           |                    | 3A                    | Comunicaciones (M) | 2  |                  |                  |                  |  |    |                    |                  |                  |    |  |                          |                          |                          |    |  |                    |                    |                    |  |
|  |           |                    |                       |                    |    |                  |                  |                  |  |    |                    |                  |                  |    |  |                          |                          |                          |    |  |                    |                    |                    |  |
|  |           |                    |                       |                    |    |                  |                  |                  |  |    |                    |                  |                  |    |  |                          |                          |                          |    |  |                    |                    |                    |  |
|  |           |                    |                       |                    |    |                  |                  |                  |  |    |                    |                  |                  |    |  |                          | 1C                       | San Lorenzo (BA)         | 70 |  |                    |                    |                    |  |
|  |           |                    |                       |                    |    |                  |                  |                  |  |    |                    |                  |                  |    |  |                          |                          |                          | 70 |  |                    |                    |                    |  |
|  |           |                    | 3B                    | Quimsa             | 76 |                  |                  |                  |  |    |                    |                  |                  |    |  |                          |                          |                          |    |  |                    |                    |                    |  |
|  |           |                    | 3B                    | Quimsa             | 76 |                  |                  |                  |  |    |                    |                  |                  |    |  |                          |                          |                          |    |  |                    |                    |                    |  |
|  |           |                    |                       |                    |    |                  |                  |                  |  |    |                    |                  |                  |    |  |                          |                          |                          |    |  |                    |                    |                    |  |
|  |           |                    |                       |                    |    |                  |                  |                  |  |    |                    |                  |                  |    |  |                          |                          |                          |    |  |                    |                    |                    |  |
|  |           | 1D                 | Peñarol               | 1                  |    |                  |                  |                  |  |    |                    |                  |                  |    |  |                          |                          |                          |    |  |                    |                    |                    |  |
|  |           |                    |                       | 1                  |    |                  |                  |                  |  |    |                    |                  |                  |    |  |                          |                          |                          |    |  |                    |                    |                    |  |
|  |           |                    | 5C                    | Hispano Americano  | 2  |                  |                  |                  |  |    |                    |                  |                  |    |  |                          |                          |                          |    |  |                    |                    |                    |  |
|  | 4C        | Boca Juniors       | 5C                    | Hispano Americano  | 2  | 0                |                  |                  |  |    |                    |                  |                  |    |  |                          |                          |                          |    |  |                    |                    |                    |  |
|  | 4C        | Boca Juniors       |                       |                    |    |                  |                  |                  |  |    |                    |                  |                  |    |  |                          |                          |                          |    |  |                    |                    |                    |  |
|  | 5C        | Hispano Americano  | 2                     |                    |    |                  |                  |                  |  |    |                    |                  |                  |    |  |                          |                          |                          |    |  |                    |                    |                    |  |
|  | 5C        | Hispano Americano  | 2                     |                    |    |                  |                  |                  |  | 2C | Obras Basket       | 2                |                  |    |  |                          |                          |                          |    |  |                    |                    |                    |  |
|  |           |                    |                       |                    |    |                  |                  |                  |  | 2C | Obras Basket       | 2                |                  |    |  |                          |                          |                          |    |  |                    |                    |                    |  |
|  |           |                    | 5C                    | Hispano Americano  | 0  |                  |                  |                  |  |    |                    |                  |                  |    |  |                          |                          |                          |    |  |                    |                    |                    |  |
|  |           |                    | 5C                    | Hispano Americano  | 0  |                  |                  |                  |  |    |                    |                  |                  |    |  |                          |                          |                          |    |  |                    |                    |                    |  |
|  |           |                    |                       |                    |    |                  |                  |                  |  |    |                    |                  |                  |    |  |                          |                          |                          |    |  |                    |                    |                    |  |
|  |           |                    |                       |                    |    |                  |                  |                  |  |    |                    |                  |                  |    |  |                          |                          |                          |    |  |                    |                    |                    |  |
|  |           | 2C                 | Obras Basket          | 2                  |    |                  |                  |                  |  |    |                    |                  |                  |    |  |                          |                          |                          |    |  |                    |                    |                    |  |
|  |           |                    |                       | 2                  |    |                  |                  |                  |  |    |                    |                  |                  |    |  |                          |                          |                          |    |  |                    |                    |                    |  |
|  |           |                    | 3D                    | Argentino (J)      | 0  |                  |                  |                  |  |    |                    |                  |                  |    |  |                          |                          |                          |    |  |                    |                    |                    |  |
|  |           |                    | 3D                    | Argentino (J)      | 0  |                  |                  |                  |  |    |                    |                  |                  |    |  |                          |                          |                          |    |  |                    |                    |                    |  |
|  |           |                    |                       |                    |    |                  |                  |                  |  |    |                    |                  |                  |    |  |                          |                          |                          |    |  |                    |                    |                    |  |
|  |           |                    |                       |                    |    |                  |                  |                  |  |    |                    |                  |                  |    |  |                          |                          |                          |    |  |                    |                    |                    |  |
|  |           |                    |                       |                    |    |                  |                  |                  |  |    |                    | 2C               | Obras Basket     | 67 |  |                          |                          |                          |    |  |                    |                    |                    |  |
|  |           |                    |                       |                    |    |                  |                  |                  |  |    |                    |                  |                  | 67 |  |                          |                          |                          |    |  |                    |                    |                    |  |
|  |           |                    | 3B                    | Quimsa             | 78 |                  |                  |                  |  |    |                    |                  |                  |    |  |                          |                          |                          |    |  |                    |                    |                    |  |
|  |           |                    | 3B                    | Quimsa             | 78 |                  |                  |                  |  |    |                    |                  |                  |    |  |                          |                          |                          |    |  |                    |                    |                    |  |
|  |           |                    |                       |                    |    |                  |                  |                  |  |    |                    |                  |                  |    |  |                          |                          |                          |    |  |                    |                    |                    |  |
|  |           |                    |                       |                    |    |                  |                  |                  |  |    |                    |                  |                  |    |  |                          |                          |                          |    |  |                    |                    |                    |  |
|  |           | 1B                 | Atenas                | 1                  |    |                  |                  |                  |  |    |                    |                  |                  |    |  |                          |                          |                          |    |  |                    |                    |                    |  |
|  |           |                    |                       | 1                  |    |                  |                  |                  |  |    |                    |                  |                  |    |  |                          |                          |                          |    |  |                    |                    |                    |  |
|  |           |                    | 5A                    | Regatas Corrientes | 2  |                  |                  |                  |  |    |                    |                  |                  |    |  |                          |                          |                          |    |  |                    |                    |                    |  |
|  | 4A        | San Martín (C)     | 5A                    | Regatas Corrientes | 2  | 0                |                  |                  |  |    |                    |                  |                  |    |  |                          |                          |                          |    |  |                    |                    |                    |  |
|  | 4A        | San Martín (C)     |                       |                    |    |                  |                  |                  |  |    |                    |                  |                  |    |  |                          |                          |                          |    |  |                    |                    |                    |  |
|  | 5A        | Regatas Corrientes | 2                     |                    |    |                  |                  |                  |  |    |                    |                  |                  |    |  |                          |                          |                          |    |  |                    |                    |                    |  |
|  | 5A        | Regatas Corrientes | 2                     |                    |    |                  |                  |                  |  | 3B | Quimsa             | 2                |                  |    |  |                          |                          |                          |    |  |                    |                    |                    |  |
|  |           |                    |                       |                    |    |                  |                  |                  |  | 3B | Quimsa             | 2                |                  |    |  |                          |                          |                          |    |  |                    |                    |                    |  |
|  |           |                    | 5A                    | Regatas Corrientes | 0  |                  |                  |                  |  |    |                    |                  |                  |    |  |                          |                          |                          |    |  |                    |                    |                    |  |
|  |           |                    | 5A                    | Regatas Corrientes | 0  |                  |                  |                  |  |    |                    |                  |                  |    |  |                          |                          |                          |    |  |                    |                    |                    |  |
|  |           |                    |                       |                    |    |                  |                  |                  |  |    |                    |                  |                  |    |  |                          |                          |                          |    |  |                    |                    |                    |  |
|  |           |                    |                       |                    |    |                  |                  |                  |  |    |                    |                  |                  |    |  |                          |                          |                          |    |  |                    |                    |                    |  |
|  |           | 2A                 | La Unión de Formosa   | 1                  |    |                  |                  |                  |  |    |                    |                  |                  |    |  |                          |                          |                          |    |  |                    |                    |                    |  |
|  |           |                    |                       | 1                  |    |                  |                  |                  |  |    |                    |                  |                  |    |  |                          |                          |                          |    |  |                    |                    |                    |  |
|  |           |                    | 3B                    | Quimsa             | 2  |                  |                  |                  |  |    |                    |                  |                  |    |  |                          |                          |                          |    |  |                    |                    |                    |  |
|  |           |                    | 3B                    | Quimsa             | 2  |                  |                  |                  |  |    |                    |                  |                  |    |  |                          |                          |                          |    |  |                    |                    |                    |  |
|  |           |                    |                       |                    |    |                  |                  |                  |  |    |                    |                  |                  |    |  |                          |                          |                          |    |  |                    |                    |                    |  |
|  |           |                    |                       |                    |    |                  |                  |                  |  |    |                    |                  |                  |    |  |                          |                          |                          |    |  |                    |                    |                    |  |
|  |           |                    |                       |                    |    |                  |                  |                  |  |    |                    |                  |                  |    |  |                          |                          |                          |    |  |                    |                    |                    |  |
|  |           |                    |                       |                    |    |                  |                  |                  |  |    |                    |                  |                  |    |  |                          |                          |                          |    |  |                    |                    |                    |  |

Nota: Los equipos ubicados en la primera línea obtuvieron ventaja de localía en repechaje, octavos de final y cuartos de final.
Los resultados a la derecha de cada equipo representan los partidos ganados en la serie de repechaje, octavos de final y cuartos de final. En semifinales y final representa el resultado del partido.

### Reclasificación
San Martín (Corrientes) - Regatas Corrientes
| 24 de octubre, 21:40 | Regatas Corrientes                                                | 102–83               | San Martín (C)                                                  | Corrientes |  |  |
|                      | Parciales: 27-15, 31-27, 18-28, 26-13                             |                      |                                                                 | |  |  |
|                      | Estadísticas Marco Giordano 22 Tayavek Gallizi 9 Jonatan Treise 5 | Reporte Pts Reb Asts | Estadísticas 22 Tomás Zanzottera 7 Lee Roberts 5 Lucas Faggiano | Pabellón: Estadio José Jorge Contte Árbitros: * Alejandro Chiti * Pedro Hoyo * Enrique Cáceres Televisión: TyC Sports |  |  |
| Serie: 1-0           |                                                                   |                      |                                                                 | |  |  |
|                      |                                                                   |                      |                                                                 | |  |  |

| 27 de octubre, 20:00 | San Martín (C)                                                  | 73–85                | Regatas Corrientes                                          | Corrientes |  |  |
|                      | Parciales: 13-23, 25-21, 12-23, 23-18                           |                      |                                                             | |  |  |
|                      | Estadísticas Tomás Zanzottera 26 Lee Roberts 8 Lucas Faggiano 7 | Reporte Pts Reb Asts | Estadísticas 19 Javier Saiz 11 Javier Saiz 4 Marco Giordano | Pabellón: Estadio Raúl Argentino Ortíz Árbitros: * Oscar Brítez * Alejandro Zanabone * Javier Sánchez Televisión: TyC Sports |  |  |
| Serie: 0-2           |                                                                 |                      |                                                             | |  |  |
|                      |                                                                 |                      |                                                             | |  |  |

Libertad - Ciclista Olímpico
| 28 de octubre, 22:00 | Ciclista Olímpico                                                 | 86–59                | Libertad                                                       | La Banda                                                                                     |  |  |
|                      | Parciales: 20-12, 21-10, 22-21, 23-16                             |                      |                                                                |                                                                                              |  |  |
|                      | Estadísticas Karel Guzmán 16 Ivan Basualdo 7 Maximiliano Stanic 7 | Reporte Pts Reb Asts | Estadísticas 14 Khalil Kelly 6 Khalil Kelly 4 Marcos Saglietti | Pabellón: Estadio Vicente Rosales Árbitros: * Alejandro Chiti * Fabio Alaniz * Alberto Ponzo |  |  |
| Serie: 1-0           |                                                                   |                      |                                                                |                                                                                              |  |  |
|                      |                                                                   |                      |                                                                |                                                                                              |  |  |

| 30 de octubre, 21:30 | Libertad                                                    | 84–87                | Ciclista Olímpico                                                    | Sunchales                                                                                 |  |  |
|                      | Parciales: 15-23, 20-18, 25-25, 24-21                       |                      |                                                                      |                                                                                           |  |  |
|                      | Estadísticas Khalil Kelly 21 Khalil Kelly 7 Martín Cuello 4 | Reporte Pts Reb Asts | Estadísticas 18 Jeremiah Massey 9 Ivan Basualdo 4 Maximiliano Stanic | Pabellón: El Hogar de los Tigres Árbitros: * Fabricio Vito * Raúl Lorenzo * Danilo Molina |  |  |
| Serie: 0-2           |                                                             |                      |                                                                      |                                                                                           |  |  |
|                      |                                                             |                      |                                                                      |                                                                                           |  |  |

Boca Juniors - Hispano Americano
| 25 de octubre, 21:00 | Hispano Americano                                                 | 81–73                | Boca Juniors                                                | Río Gallegos                                                                               |  |  |
|                      | Parciales: 30-15, 17-12, 17-23, 17-23                             |                      |                                                             |                                                                                            |  |  |
|                      | Estadísticas Patricio Tabárez 21 Daniel Hure 8 Patricio Tabárez 5 | Reporte Pts Reb Asts | Estadísticas 24 Eric Flor 6 Lucas Gargallo 4 Lucas Gargallo | Pabellón: Estadio Boxing Club Árbitros: * Pablo Estévez * Julio Dinamarca * Javier Mendoza |  |  |
| Serie: 1-0           |                                                                   |                      |                                                             |                                                                                            |  |  |
|                      |                                                                   |                      |                                                             |                                                                                            |  |  |

| 28 de octubre, 20:00 | Boca Juniors                                                  | 77–87                | Hispano Americano                                            | Buenos Aires                                                                                      |  |  |
|                      | Parciales: 13-17, 21-19, 17-21, 26-30                         |                      |                                                              |                                                                                                   |  |  |
|                      | Estadísticas Adrián Boccia 24 Adrián Boccia 9 Adrián Boccia 3 | Reporte Pts Reb Asts | Estadísticas 25 Carlos Buemo 8 Devon Scott 4 Nicolás Paletta | Pabellón: Microestadio Luis Conde Árbitros: * Juan Fernández * Roberto Smith * Sebastián Moncloba |  |  |
| Serie: 0-2           |                                                               |                      |                                                              |                                                                                                   |  |  |
|                      |                                                               |                      |                                                              |                                                                                                   |  |  |

Weber Bahía Basket - Quilmes
| 28 de octubre, 20:00 | Quilmes                                                           | 52–65                | Weber Bahía                                                      | Mar del Plata |  |  |
|                      | Parciales: 12-19, 8-19, 13-12, 19-15                              |                      |                                                                  | |  |  |
|                      | Estadísticas Mateo Bolívar 12 Eduardo Vasirani 7 Luciano Tantos 4 | Reporte Pts Reb Asts | Estadísticas 16 Facundo Corvalan 8 Jamaal Levy 7 Fermín Thygesen | Pabellón: Polideportivo Islas Malvinas Árbitros: * Fabricio Vito * Rodrigo Castillo * Raúl Sánchez. Televisión: TyC Sports |  |  |
| Serie: 0-1           |                                                                   |                      |                                                                  | |  |  |
|                      |                                                                   |                      |                                                                  | |  |  |

| 30 de octubre, 19:30 | Weber Bahía                                                        | 62–59                | Quilmes                                                             | Bahía Blanca |  |  |
|                      | Parciales: 20-13, 9-20, 11-8, 22-18                                |                      |                                                                     | |  |  |
|                      | Estadísticas Facundo Corvalán 19 Gerson Santo 12 Fermín Thygesen 6 | Reporte Pts Reb Asts | Estadísticas 17 Víctor Fernández 9 Eduardo Vasirani 5 Mateo Bolívar | Pabellón: Estadio Osvaldo Casanova Árbitros: * Daniel Rodrigo * Diego Rougier * Alberto Ponzo Televisión: TyC Sports |  |  |
| Serie: 2-0           |                                                                    |                      |                                                                     | |  |  |
|                      |                                                                    |                      |                                                                     | |  |  |

### Octavos de final
Estudiantes Concordia - Ciclista Olímpico
| 4 de noviembre, 22:00 | Ciclista Olímpico                                                   | 80–66                | Estudiantes Concordia                                           | La Banda                                                                                 |  |  |
|                       | Parciales: 12-22, 17-19, 26-18, 25-7                                |                      |                                                                 |                                                                                          |  |  |
|                       | Estadísticas Jonatan Machuca 15 Jonatan Machuca 7 Jonatan Machuca 5 | Reporte Pts Reb Asts | Estadísticas 18 Pedro Chourio 12 Martín Leiva 9 Leandro Vildoza | Pabellón: Estadio Vicente Rosales Árbitros: * Juan Fernández * Jorge Chávez * Pedro Hoyo |  |  |
| Serie: 1-0            |                                                                     |                      |                                                                 |                                                                                          |  |  |
|                       |                                                                     |                      |                                                                 |                                                                                          |  |  |

| 7 de noviembre, 21:30 | Estudiantes Concordia                                             | 73–77                | Ciclista Olímpico                                                | Concordia                                                                             |  |  |
|                       | Parciales: 21-20, 16-13, 10-24, 26-20                             |                      |                                                                  |                                                                                       |  |  |
|                       | Estadísticas Daviyon Dreper 18 Daviyon Dreper 9 Leandro Vildoza 6 | Reporte Pts Reb Asts | Estadísticas 19 Kerel Guzmán 10 Iván Basualdo 5 Jonathan Machuca | Pabellón: El Gigante Verde Árbitros: * Diego Rougier * Silvio Guzmán * Daniel Rodrigo |  |  |
| Serie: 0-2            |                                                                   |                      |                                                                  |                                                                                       |  |  |
|                       |                                                                   |                      |                                                                  |                                                                                       |  |  |

Instituto - Comunicaciones (Mercedes)
| 4 de noviembre, 21:00 | Instituto                                                         | 76–66                | Comunicaciones (M)                                             | Córdoba                                                                              |  |  |
|                       | Parciales: 17-21, 22-17, 17-15, 20-13                             |                      |                                                                |                                                                                      |  |  |
|                       | Estadísticas Facundo Piñero 21 Pablo Espinoza 10 Santiago Scala 4 | Reporte Pts Reb Asts | Estadísticas 16 Novar Gadson 10 Robert Battle 12 Luis Cequeira | Pabellón: Estadio Ángel Sandrín Árbitros: * Mario Aluz * Pablo Estévez * Ariel Rosas |  |  |
| Serie: 1-0            |                                                                   |                      |                                                                |                                                                                      |  |  |
|                       |                                                                   |                      |                                                                |                                                                                      |  |  |

| 7 de noviembre, 21:30 | Comunicaciones (M)                                            | 89–68                | Instituto                                                                   | Mercedes                                                                                             |  |  |
|                       | Parciales: 19-12, 23-25, 28-18, 19-13                         |                      |                                                                             | |  |  |
|                       | Estadísticas Novar Gadson 19 José Defelippo 8 Luis Cequeira 6 | Reporte Pts Reb Asts | Estadísticas 15 Leandro García Morales 7 Sam Clancy, Jr. 5 Luciano González | Pabellón: Estadio de Comunicaciones Árbitros: * Fabio Alaniz * Leonardo Zalazar * Sebastián Moncloba |  |  |
| Serie: 1-1            |                                                               |                      |                                                                             | |  |  |
|                       |                                                               |                      |                                                                             | |  |  |

| 9 de noviembre, 19:00 | Instituto                                                                   | 74–77                | Comunicaciones (M)                                          | Córdoba |  |  |
|                       | Parciales: 20-15, 8-25, 31-17, 15-20                                        |                      |                                                             | |  |  |
|                       | Estadísticas Leandro García Morales 20 Pablo Espinoza 12 Luciano González 4 | Reporte Pts Reb Asts | Estadísticas 17 Selem Safar 6 Luis Cequeira 9 Luis Cequeira | Pabellón: Estadio Ángel Sandrín Árbitros: * Alejandro Chiti * Juan Fernández * Alberto Ponzo Televisión: DirecTV Sports |  |  |
| Serie: 1-2            |                                                                             |                      |                                                             | |  |  |
|                       |                                                                             |                      |                                                             | |  |  |

Peñarol - Hispano Americano
| 4 de noviembre, 21:00 | Hispano Americano                                                      | 83–79                | Peñarol                                                                    | Río Gallegos                                                                             |  |  |
|                       | Parciales: 33-16, 9-31, 21-12, 20-20                                   |                      |                                                                            |                                                                                          |  |  |
|                       | Estadísticas Patricio Tabárez 22 Patricio Tabárez 12 Nicolás Paletta 5 | Reporte Pts Reb Asts | Estadísticas 18 Damián Tintorelli 15 Damián Tintorelli 3 Joaquín Valinotti | Pabellón: Estadio Boxing Club Árbitros: * Julio Dinamarca * Fabricio Vito * Oscar Brítez |  |  |
| Serie: 1-0            |                                                                        |                      |                                                                            |                                                                                          |  |  |
|                       |                                                                        |                      |                                                                            |                                                                                          |  |  |

| 7 de noviembre, 21:00 | Peñarol                                                                    | 88–63                | Hispano Americano                                        | Mar del Plata                                                                                           |  |  |
|                       | Parciales: 31-17, 19-16, 20-14, 18-16                                      |                      |                                                          | |  |  |
|                       | Estadísticas Du'Vaughn Maxwell 19 Du'Vaughn Maxwell 12 Damián Tintorelli 3 | Reporte Pts Reb Asts | Estadísticas 13 Devon Scott 8 Devon Scott 7 Diego García | Pabellón: Polideportivo Islas Malvinas Árbitros: * Alejandro Chiti * Alejandro Ramallo * Javier Sánchez |  |  |
| Serie: 1-1            |                                                                            |                      |                                                          | |  |  |
|                       |                                                                            |                      |                                                          | |  |  |

| 9 de noviembre, 21:00 | Peñarol                                                              | 78–84                | Hispano Americano                                             | Mar del Plata |  |  |
|                       | Parciales: 9-24, 21-20, 20-14, 28-26                                 |                      |                                                               | |  |  |
|                       | Estadísticas Bruno Barovero 20 Damián Tintorelli 10 Bruno Barovero 5 | Reporte Pts Reb Asts | Estadísticas 20 Devon Scott 15 Devon Scott 6 Patricio Tabárez | Pabellón: Polideportivo Islas Malvinas Árbitros: * Daniel Rodrigo * Fernando Sampietro * Pedro Hoyo Televisión: TyC Sports |  |  |
| Serie: 1-2            |                                                                      |                      |                                                               | |  |  |
|                       |                                                                      |                      |                                                               | |  |  |

Obras Basket - Argentino (Junín)
| 2 de noviembre, 21:00 | Argentino (J)                                                 | 67–77                | Obras Basket                                                 | Junín |  |  |
|                       | Parciales: 19-22, 8-14, 20-22, 20-19                          |                      |                                                              | |  |  |
|                       | Estadísticas Guido Mariani 18 Raheem Bowman 7 Gastón García 4 | Reporte Pts Reb Asts | Estadísticas 33 Maurice Kemp 9 Eric Anderson 5 Diontae Dixon | Pabellón: El Fortín de las Morochas Árbitros: * Oscar Brítez * Javier Sánchez * Rodrigo Castillo Televisión: DirecTV Sports |  |  |
| Serie: 0-1            |                                                               |                      |                                                              | |  |  |
|                       |                                                               |                      |                                                              | |  |  |

| 5 de noviembre, 20:00 | Obras Basket                                               | 96–81                | Argentino (J)                                                 | Buenos Aires                                                                                 |  |  |
|                       | Parciales: 24-11, 19-26, 32-19, 21-25                      |                      |                                                               |                                                                                              |  |  |
|                       | Estadísticas Maurice Kemp 20 Maurice Kemp 9 Pedro Barral 6 | Reporte Pts Reb Asts | Estadísticas 31 Jonatan Slider 9 Obinna Oleka 2 Gastón García | Pabellón: Estadio Obras Sanitarias Árbitros: * Leonardo Zalazar * Pedro Hoyo * Danilo Molina |  |  |
| Serie: 2-0            |                                                            |                      |                                                               |                                                                                              |  |  |
|                       |                                                            |                      |                                                               |                                                                                              |  |  |

San Lorenzo (Buenos Aires) - Weber Bahía Basket
| 4 de noviembre, 20:00 | Weber Bahía                                                       | 63–70                | San Lorenzo (BA)                                                   | Bahía Blanca                                                                                         |  |  |
|                       | Parciales: 21-16, 10-17, 11-23, 21-14                             |                      |                                                                    | |  |  |
|                       | Estadísticas Facundo Corvalán 20 Gerson Santo 8 Fermín Thygesen 5 | Reporte Pts Reb Asts | Estadísticas 16 Jerome Meyinsse 9 Tyrone Curnell 7 Nicolás Aguirre | Pabellón: Estadio Osvaldo Casanova Árbitros: * Javier Mendoza * Alejandro Chiti * Sebastián Moncloba |  |  |
| Serie: 0-1            |                                                                   |                      |                                                                    | |  |  |
|                       |                                                                   |                      |                                                                    | |  |  |

| 7 de noviembre, 21:00 | San Lorenzo (BA)                                               | 92–64                | Weber Bahía                                                        | Buenos Aires |  |  |
|                       | Parciales: 18-14, 22-13, 18-15, 35-22                          |                      |                                                                    | |  |  |
|                       | Estadísticas Joel Anthony 23 Joel Anthony 11 Nicolás Aguirre 8 | Reporte Pts Reb Asts | Estadísticas 16 Martín Fernández 8 Gerson Santo 6 Facundo Corvalán | Pabellón: Polideportivo Roberto Pando Árbitros: * Fernando Sampietro * Sergio Tarifeño * Nicolás D'Anna Televisión: TyC Sports |  |  |
| Serie: 2-0            |                                                                |                      |                                                                    | |  |  |
|                       |                                                                |                      |                                                                    | |  |  |

Gimnasia y Esgrima (Comodoro Rivadavia) - Ferro (Buenos Aires)
| 4 de noviembre, 20:00 | Ferro (BA)                                                          | 75–65                | Gimnasia (CR)                                                 | Buenos Aires                                                                                   |  |  |
|                       | Parciales: 14-9, 16-18, 18-14, 27-24                                |                      |                                                               |                                                                                                |  |  |
|                       | Estadísticas Mariano Fierro 18 Mariano Fierro 8 Sebastián Orresta 6 | Reporte Pts Reb Asts | Estadísticas 12 Jasiel Rivero 11 Eloy Vargas 3 Carlos Buendía | Pabellón: Estadio Héctor Etchart Árbitros: * Oscar Martinetto * Daniel Rodrigo * Roberto Smith |  |  |
| Serie: 1-0            |                                                                     |                      |                                                               |                                                                                                |  |  |
|                       |                                                                     |                      |                                                               |                                                                                                |  |  |

| 8 de noviembre, 21:30 | Gimnasia (CR)                                                 | 62–73                | Ferro (BA)                                                      | Comodoro Rivadavia                                                                               |  |  |
|                       | Parciales: 16-13, 11-24, 22-24, 13-12                         |                      |                                                                 |                                                                                                  |  |  |
|                       | Estadísticas Eloy Vargas 16 Eloy Vargas 11 Lucas Pérez Naim 3 | Reporte Pts Reb Asts | Estadísticas 14 Mariano Fierro 12 Mariano Fierro 3 Ivan Gramajo | Pabellón: Estadio Socios Fundadores Árbitros: * Oscar Brítez * Julio Dinamarca * Enrique Cáceres |  |  |
| Serie: 0-2            |                                                               |                      |                                                                 |                                                                                                  |  |  |
|                       |                                                               |                      |                                                                 |                                                                                                  |  |  |

Atenas - Regatas Corrientes
| 5 de noviembre, 21:30 | Regatas Corrientes                                                | 72–84                | Atenas                                                             | Corrientes                                                                                             |  |  |
|                       | Parciales: 22-15, 12-19, 16-25, 22-25                             |                      |                                                                    | |  |  |
|                       | Estadísticas Marco Giordano 16 Tayavek Gallizi 9 Jonatan Treise 8 | Reporte Pts Reb Asts | Estadísticas 16 Larry O'Bannon 7 Nicolás Romano 5 Fernando Martina | Pabellón: Estadio José Jorge Contte Árbitros: * Fernando Sampietro * Rodrigo Castillo * Gustavo D'Anna |  |  |
| Serie: 0-1            |                                                                   |                      |                                                                    | |  |  |
|                       |                                                                   |                      |                                                                    | |  |  |

| 8 de noviembre, 21:30 | Atenas                                                            | 81–94                | Regatas Corrientes                                                | Córdoba                                                                                           |  |  |
|                       | Parciales: 21-26, 17-21, 23-20, 20-27                             |                      |                                                                   |                                                                                                   |  |  |
|                       | Estadísticas Franco Baralle 14 Nicolás Romano 7 Tomás Gutiérrez 5 | Reporte Pts Reb Asts | Estadísticas 21 Juan Arengo 13 Jevonlean Hedgeman 6 Anthony Smith | Pabellón: Polideportivo Carlos Cerutti Árbitros: * Pablo Estévez * Juan Fernández * Alberto Ponzo |  |  |
| Serie: 1-1            |                                                                   |                      |                                                                   |                                                                                                   |  |  |
|                       |                                                                   |                      |                                                                   |                                                                                                   |  |  |

| 10 de noviembre, 21:00 | Atenas                                                           | 71–74                | Regatas Corrientes                                                | Córdoba                                                                                           |  |  |
|                        | Parciales: 24-17, 10-16, 9-22, 28-19                             |                      |                                                                   |                                                                                                   |  |  |
|                        | Estadísticas Nicolás Romano 17 Nicolás Romano 8 Franco Baralle 3 | Reporte Pts Reb Asts | Estadísticas 16 Jonatan Treise 9 Paolo Quinteros 3 Jonatan Treise | Pabellón: Polideportivo Carlos Cerutti Árbitros: * Alejandro Chiti * Oscar Brítez * Danilo Molina |  |  |
| Serie: 1-2             |                                                                  |                      |                                                                   |                                                                                                   |  |  |
|                        |                                                                  |                      |                                                                   |                                                                                                   |  |  |

La Unión de Formosa - Quimsa
| 5 de noviembre, 22:00 | Quimsa                                                                 | 85–109               | La Unión de Formosa                                                   | Santiago del Estero                                                                       |  |  |
|                       | Parciales: 25-22, 25-32, 14-25, 21-30                                  |                      |                                                                       |                                                                                           |  |  |
|                       | Estadísticas Roberto Acuña 15 Courtney Fells 7 Nicolás De Los Santos 4 | Reporte Pts Reb Asts | Estadísticas 24 Coron Williams 7 Ignacio Alessio 6 Jonathan Maldonado | Pabellón: Estadio Ciudad Árbitros: * Diego Rougier * Alejandro Zanabone * Gonzalo Delsart |  |  |
| Serie: 0-1            |                                                                        |                      |                                                                       |                                                                                           |  |  |
|                       |                                                                        |                      |                                                                       |                                                                                           |  |  |

| 8 de noviembre, 22:00 | La Unión de Formosa                                                   | 85–89                | Quimsa                                                              | Formosa                                                                                        |  |  |
|                       | Parciales: 15-20, 15-23, 26-18, 29-28                                 |                      |                                                                     |                                                                                                |  |  |
|                       | Estadísticas Ignacio Alessio 19 Ignacio Alessio 8 Jonatan Maldonado 5 | Reporte Pts Reb Asts | Estadísticas 23 Leonel Schattmann 6 Federico Aguerre 4 Curtis Fells | Pabellón: Estadio Cincuentenario Árbitros: * Roberto Smith * Fabricio Vito * Cristian Salguero |  |  |
| Serie: 1-1            |                                                                       |                      |                                                                     |                                                                                                |  |  |
|                       |                                                                       |                      |                                                                     |                                                                                                |  |  |

| 10 de noviembre, 21:30 | La Unión de Formosa                                                       | 79–87                | Quimsa                                                                                | Formosa                                                                                       |  |  |
|                        | Parciales: 16-17, 11-20, 31-25, 21-25                                     |                      |                                                                                       |                                                                                               |  |  |
|                        | Estadísticas Ignacio Alessio 24 Johanthan Flowers 6 Jonatahan Maldonado 2 | Reporte Pts Reb Asts | Estadísticas 19 Nicolás De Los Santos 8 Nicolás De Los Santos 5 Nicolás De Los Santos | Pabellón: Estadio Cincuentenario Árbitros: * Pablo Estévez * Sergio Tarifeño * Javier Mendoza |  |  |
| Serie: 1-2             |                                                                           |                      |                                                                                       |                                                                                               |  |  |
|                        |                                                                           |                      |                                                                                       |                                                                                               |  |  |

### Cuartos de final
Comunicaciones (Mercedes) - Ciclista Olímpico
| 14 de noviembre, 22:00 | Ciclista Olímpico                                                  | 79–72                | Comunicaciones (M)                                            | La Banda                                                                                            |  |  |
|                        | Parciales: 21-20, 19-17, 28-15, 11-20                              |                      |                                                               | |  |  |
|                        | Estadísticas Jeremiah Massey 21 Ivan Basualdo 7 Jonathan Machuca 7 | Reporte Pts Reb Asts | Estadísticas 19 Novar Gadson 6 Facundo Giorgi 5 Luis Cequeira | Pabellón: Estadio Vicente Rosales Árbitros: * Oscar Martinetto * Alejandro Zanabone * Pablo Estévez |  |  |
| Serie: 1-0             |                                                                    |                      |                                                               | |  |  |
|                        |                                                                    |                      |                                                               | |  |  |

| 17 de noviembre, 21:30 | Comunicaciones (M)                                         | 73–53                | Ciclista Olímpico                                          | Mercedes                                                                                           |  |  |
|                        | Parciales: 16-17, 22-4, 17-14, 18-18                       |                      |                                                            | |  |  |
|                        | Estadísticas Selem Safar 15 José Defelippo 8 Selem Safar 4 | Reporte Pts Reb Asts | Estadísticas 13 Caio Torres 12 Caio Torres 3 Ivan Basualdo | Pabellón: Estadio de Comunicaciones Árbitros: * Daniel Rodrigo * Fernando Sampietro * Jorge Chávez |  |  |
| Serie: 1-1             |                                                            |                      |                                                            | |  |  |
|                        |                                                            |                      |                                                            | |  |  |

| 19 de noviembre, 21:30 | Comunicaciones (M)                                            | 80–58                | Ciclista Olímpico                                                      | Mercedes                                                                                         |  |  |
|                        | Parciales: 22-14, 21-10, 18-15, 19-19                         |                      |                                                                        |                                                                                                  |  |  |
|                        | Estadísticas Novar Gadson 18 Robert Battle 14 Luis Cequeira 8 | Reporte Pts Reb Asts | Estadísticas 17 Jeremiah Massey 6 Jeremiah Massey 5 Maximiliano Stanic | Pabellón: Estadio de Comunicaciones Árbitros: * Diego Rougier * Fabricio Vito * Leonardo Zalazar |  |  |
| Serie: 2-1             |                                                               |                      |                                                                        |                                                                                                  |  |  |
|                        |                                                               |                      |                                                                        |                                                                                                  |  |  |

Obras Basket - Hispano Americano
| 12 de noviembre, 20:00 | Obras Basket                                               | 83–72                | Hispano Americano                                           | Buenos Aires                                                                                   |  |  |
|                        | Parciales: 15-22, 24-12, 18-12, 26-26                      |                      |                                                             |                                                                                                |  |  |
|                        | Estadísticas Maurice Kemp 21 Maurice Kemp 9 Pedro Barral 7 | Reporte Pts Reb Asts | Estadísticas 16 Daniel Hure 8 Devon Scott 5 Nicolás Paletta | Pabellón: Estadio Obras Sanitarias Árbitros: * Diego Rougier * Fabricio Vito * Gonzalo Delsart |  |  |
| Serie: 1-0             |                                                            |                      |                                                             |                                                                                                |  |  |
|                        |                                                            |                      |                                                             |                                                                                                |  |  |

| 15 de noviembre, 21:00 | Hispano Americano                                         | 79–115               | Obras Basket                                                  | Río Gallegos                                                                                |  |  |
|                        | Parciales: 9-34, 26-19, 17-32, 27-30                      |                      |                                                               |                                                                                             |  |  |
|                        | Estadísticas Justin Hurtt 17 Devon Scott 4 Carlos Buemo 3 | Reporte Pts Reb Asts | Estadísticas 26 Maurice Kemp 11 Eric Anderson 10 Pedro Barral | Pabellón: Estadio Boxing Club Árbitros: * Oscar Brítez * Julio Dinamarca * Rodrigo Castillo |  |  |
| Serie: 0-2             |                                                           |                      |                                                               |                                                                                             |  |  |
|                        |                                                           |                      |                                                               |                                                                                             |  |  |

San Lorenzo (Buenos Aires) - Ferro (Buenos Aires)
| 14 de noviembre, 21:00 | Ferro (BA)                                                            | 92–96                | San Lorenzo (BA)                                                    | Buenos Aires |  |  |
|                        | Parciales: 27-29, 21-18, 21-28, 23-21                                 |                      |                                                                     | |  |  |
|                        | Estadísticas Desmond Holloway 22 Mauro Cosolito 9 Sebastián Orresta 3 | Reporte Pts Reb Asts | Estadísticas 25 Nicolás Aguirre 7 Nicolás Aguirre 4 Nicolás Aguirre | Pabellón: Estadio Héctor Etchart Árbitros: * Alejandro Ramallo * Juan Fernández * Sergio Tarifeño Televisión: TyC Sports |  |  |
| Serie: 0-1             |                                                                       |                      |                                                                     | |  |  |
|                        |                                                                       |                      |                                                                     | |  |  |

| 17 de noviembre, 21:30 | San Lorenzo (BA)                                                  | 100–77               | Ferro (BA)                                                            | Buenos Aires |  |  |
|                        | Parciales: 26-12, 26-19, 23-22, 25-24                             |                      |                                                                       | |  |  |
|                        | Estadísticas Nicolás Aguirre 16 Marcos Mata 10 Nicolás Aguirre 10 | Reporte Pts Reb Asts | Estadísticas 16 Desmond Holloway 9 Mariano Fierro 5 Sebastián Orresta | Pabellón: Polideportivo Roberto Pando Árbitros: * Roberto Smith * Raúl Lorenzo * Alejandro Chiti Televisión: TyC Sports |  |  |
| Serie: 2-0             |                                                                   |                      |                                                                       | |  |  |
|                        |                                                                   |                      |                                                                       | |  |  |

Quimsa - Regatas Corrientes
| 18 de noviembre, 21:00 | Regatas Corrientes                                                               | 88–94                | Quimsa                                                                 | Corrientes |  |  |
|                        | Parciales: 15-25, 22-18, 24-15, 27-36                                            |                      |                                                                        | |  |  |
|                        | Estadísticas Fabián Ramírez Barrios 18 Fabián Ramírez Barrios 12 Anthony Smith 5 | Reporte Pts Reb Asts | Estadísticas 22 Courtney Fells 5 Torin Francis 9 Nicolás De Los Santos | Pabellón: Estadio José Jorge Contte Árbitros: * Daniel Rodrigo * Fernando Sampietro * Fabio Alaniz Televisión: DirecTV Sports |  |  |
| Serie: 0-1             |                                                                                  |                      |                                                                        | |  |  |
|                        |                                                                                  |                      |                                                                        | |  |  |

| 21 de noviembre, 21:00 | Quimsa                                                                        | 93–88                | Regatas Corrientes                                                  | Santiago del Estero                                                                                                 |  |  |
|                        | Parciales: 22-21, 21-20, 26-16, 24-31                                         |                      |                                                                     | |  |  |
|                        | Estadísticas Leonel Schattmann 27 Leonel Schattmann 7 Nicolás De Los Santos 5 | Reporte Pts Reb Asts | Estadísticas 16 Tayavek Gallizi 11 Tayavek Gallizi 5 Jonatan Treise | Pabellón: Estadio Ciudad Árbitros: * Leonardo Zalazar * Sebastián Moncloba * Leandro Lezcano Televisión: TyC Sports |  |  |
| Serie: 2-0             |                                                                               |                      |                                                                     | |  |  |
|                        |                                                                               |                      |                                                                     | |  |  |

### Final four
Semifinales
| 21 de diciembre, 20:00 | San Lorenzo (BA)                                                 | 88–81                | Comunicaciones (M)                                           | Santiago del Estero                                                                                         |  |
|                        | Parciales: 23-17, 22-25, 21-17, 22-22                            |                      |                                                              | |  |
|                        | Estadísticas Nicolás Aguirre 17 Joel Anthony 7 Nicolás Aguirre 9 | Reporte Pts Reb Asts | Estadísticas 17 Novar Gadson 7 Robert Battle 6 Luis Cequeira | Pabellón: Estadio Ciudad Árbitros: * Pablo Estévez * Fabricio Vito * Leandro Lezcano Televisión: TyC Sports |  |

| 21 de diciembre, 22:30 | Quimsa                                                                  | 78–67                | Obras Basket                                                 | Santiago del Estero                                                                                                 |  |
|                        | Parciales: 18-25, 21-18, 22-11, 17-13                                   |                      |                                                              | |  |
|                        | Estadísticas Courtney Fells 22 Torin Francis 11 Nicolás De Los Santos 5 | Reporte Pts Reb Asts | Estadísticas 19 Maurice Kemp 11 Eric Anderson 9 Pedro Barral | Pabellón: Estadio Ciudad Árbitros: * Alejandro Chiti * Juan Fernández * Leonardo Zalazar Televisión: DirecTV Sports |  |

Final
| 22 de diciembre, 21:00 | Quimsa                                                                 | 76–70                | San Lorenzo (BA)                                                    | Santiago del Estero                                                                                         |  |
|                        | Parciales: 25-15, 13-17, 27-14, 11-24                                  |                      |                                                                     | |  |
|                        | Estadísticas Courtney Fells 22 Roberto Acuña 9 Nicolás De Los Santos 6 | Reporte Pts Reb Asts | Estadísticas 17 Jerome Meyinsse 7 Jerome Meyinsse 4 Nicolás Aguirre | Pabellón: Estadio Ciudad Árbitros: * Alejandro Chiti * Pablo Estévez * Fabricio Vito Televisión: TyC Sports |  |

## Equipo campeón
Referencia: Asociación de Clubes (AdC) (2019). Guia oficial: Temporada 2018/2019. p. 267. Archivado desde el original el 9 de enero de 2019. Consultado el 8 de enero de 2019.

## Clasificación a competencias internacionales

### Liga Sudamericana de Clubes
| Quimsa Campeón del torneo | San Lorenzo (Buenos Aires) Subcampeón del torneo |